# Żory
Żory (śl. Żŏry, cz. Žáry, Žárov, niem. Sohrau) – miasto na prawach powiatu w południowej Polsce, w województwie śląskim, historycznie na Górnym Śląsku.
Jest jednym z miast należących do Rybnickiego Okręgu Węglowego. Obecnie miasto spełnia funkcje handlową, usługową i logistyczną.
Według danych GUS z 30 czerwca 2024 roku, Żory liczyły 61 814  mieszkańców i były pod względem liczby ludności 17. miastem w województwie śląskim, a także 61. spośród najludniejszych miast w Polsce.

## Położenie
Żory leżą na Górnym Śląsku na Płaskowyżu Rybnickim nad rzeką Rudą.
Żory graniczą z powiatami mikołowskim, pszczyńskim i rybnickim oraz miastami Jastrzębie-Zdrój i Rybnik. Na Roju Żory posiadają niewielką eksklawę po zachodniej stronie Autostrady Bursztynowej (A1), zawierającą kilka domostw; łączy ją z Żorami ulica Rajska wiodąca wiaduktem nad autostradą, którą na krótkim odcinku przecina terytorium gminy Świerklany.
W latach 1945–1954 siedziba gminy Żory i, ponownie, w latach 1977–1982 gminy Żory. W latach 1975–1998 Żory administracyjnie należały do województwa katowickiego.
1 stycznia 2014 r. miasto Żory powiększyło swoją powierzchnię kosztem Rybnika o 0,26 ha

## Nazwa miasta
Znaczenie nazwy miasta nie jest jednoznaczne i istnieją dwie teorie na ten temat. Pierwsza wywodzi ją ze staropolszczyzny, od wyżarzania, wypalania lasów co było pierwszym etapem zakładania stałej osady w danym miejscu. Wersja ta związana jest z pierwotną gospodarką żarową, która była elementem wylesiania terenu pod zasiedlenie. Topograficzny opis Górnego Śląska z 1865 roku wywodzi ją z kolei od polskiej nazwy ptaka żurawia. Odnotowuje to następujący fragment: „In den verschiedenen Urkunden wird Sohrau einmal Żoraw, dann Żora und auch Sora genannt. Der Name ist polnischen Ursprungs.”, czyli w języku polskim „W różnych dokumentach notowana jako Żoraw, później Żora, a nawet Sora. Nazwa jest polskiego pochodzenia.”.
W księdze łacińskiej Liber fundationis episcopatus Vratislaviensis spisanej w latach 1295–1305 miejscowość wymieniona jest jako Zary civitate – miasto Zary. W kronice wymienione zostały również wsie założone na prawie polskim iure polonico, które w procesach urbanizacyjnych zostały wchłonięte przez miasto. Są to obecne dzielnice lub części miasta Żory jak Rogoźna we fragmencie Rogosina in una parte decima solvitur more polonico, Rowień we fragmencie Rovona [Hs. Ronoua.] decima solvitur more polonico, Rój jako Ray, Brodek we fragmencie Brodek similiter solvitur decima more polonico. W roku 1613 śląski regionalista i historyk Mikołaj Henel z Prudnika wymienił miejscowość w swoim dziele o geografii Śląska pt. Silesiographia podając jej łacińską nazwę: Sora.
Polską nazwę Żory oraz niemiecką Sohrau w książce „Krótki rys jeografii Szląska dla nauki początkowej” wydanej w Głogówku w 1847 wymienił śląski pisarz Józef Lompa. Słownik geograficzny Królestwa Polskiego wydany w latach 1880–1902 notuje nazwę miasta pod polską nazwą Żary oraz niemiecką Sohrau. Polską nazwę Żary oraz w języku śląskim Żory, a także niemiecką Sohrau wymienia również w 1896 roku górnośląski pisarz, ksiądz Konstanty Damrot w książce o nazewnictwie miejscowym na Górnym Śląsku. Wymienia również zlatynizowane nazwy zanotowane w łacińskich dokumentach jak Sary oraz Sari. Katalog herbów niemieckich miejscowości, wydany w 1898 roku we Frankfurcie nad Menem, określa polską nazwę jako Zar.
Po plebiscycie w 1921 roku i III powstaniu śląskim, gdy miasto znalazło się w granicach Polski jako część autonomicznego województwa śląskiego, postanowiono spolonizować nazwę miasta – rozważano takie nazwy jak „Żuraw”, „Żary” – ostatecznie, w opublikowanym w dniu 5 sierpnia 1922 r. w Dz. Ustaw Śl. Nr. 13, poz. 43, załączniku do rozporządzenia z dnia 17 czerwca 1922 r. (Dz. Ust Śl. Nr. 1, poz. 3), w przedmiocie ustroju powiatowego Województwa Śląskiego, zawierający spis gmin miejskich i wiejskich, obszarów dworskich, oraz miast wyjętych z powiatów po raz pierwszy w akcie normatywnym użyto polskiej nazwy miasta, tj. Żory (Sohrau).

## Administracja

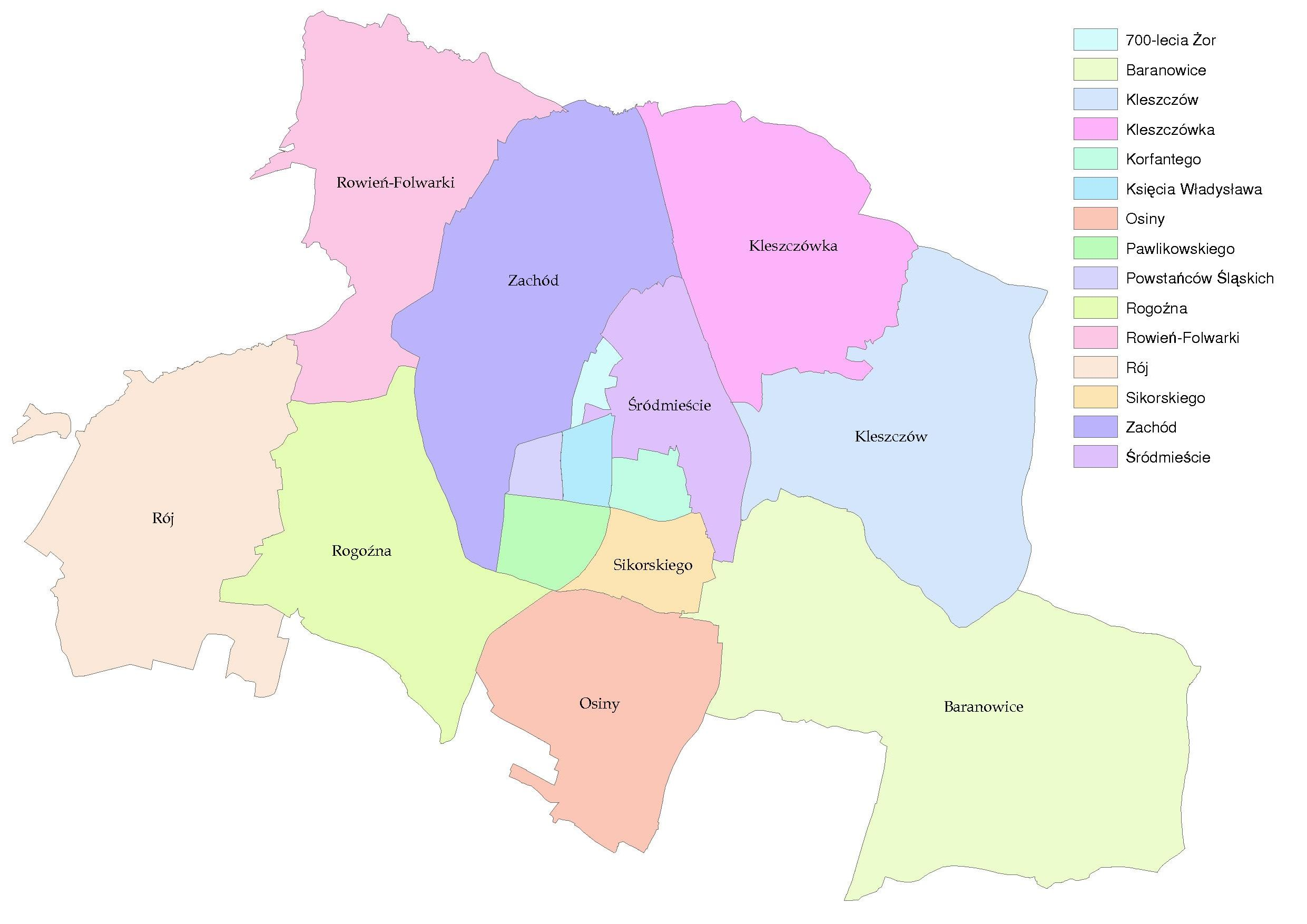
Podział miasta na dzielnice

Miasto jest członkiem Związku Subregionu Zachodniego.

### Podział administracyjny
Żory składają się z 9 dzielnic oraz 6 osiedli, które zgodnie z uchwałą z dnia 29 czerwca 2007 roku są również dzielnicami. Oprócz nich istnieją także 2 inne, które nie posiadają żadnego statusu i wchodzą w skład danej dzielnicy gdzie się znajdują. Wszystkie sołectwa w tym dniu utraciły swój statut i uzyskały miano dzielnicy.
| Dzielnice - Zachód - Śródmieście - Kleszczówka - Rowień-Folwarki - Osiny - Kleszczów - Baranowice - Rogoźna - Rój | Osiedla (będące również dzielnicami) - Księcia Władysława - Powstańców Śląskich - 700-lecia Żor - Władysława Sikorskiego - Wojciecha Korfantego - Władysława Pawlikowskiego | Osiedla wchodzące w skład dzielnic - Osiedle Gwarków (dzielnica Rój) - Osiedle Fadom (dzielnica Kleszczówka) |

## Rada Miasta

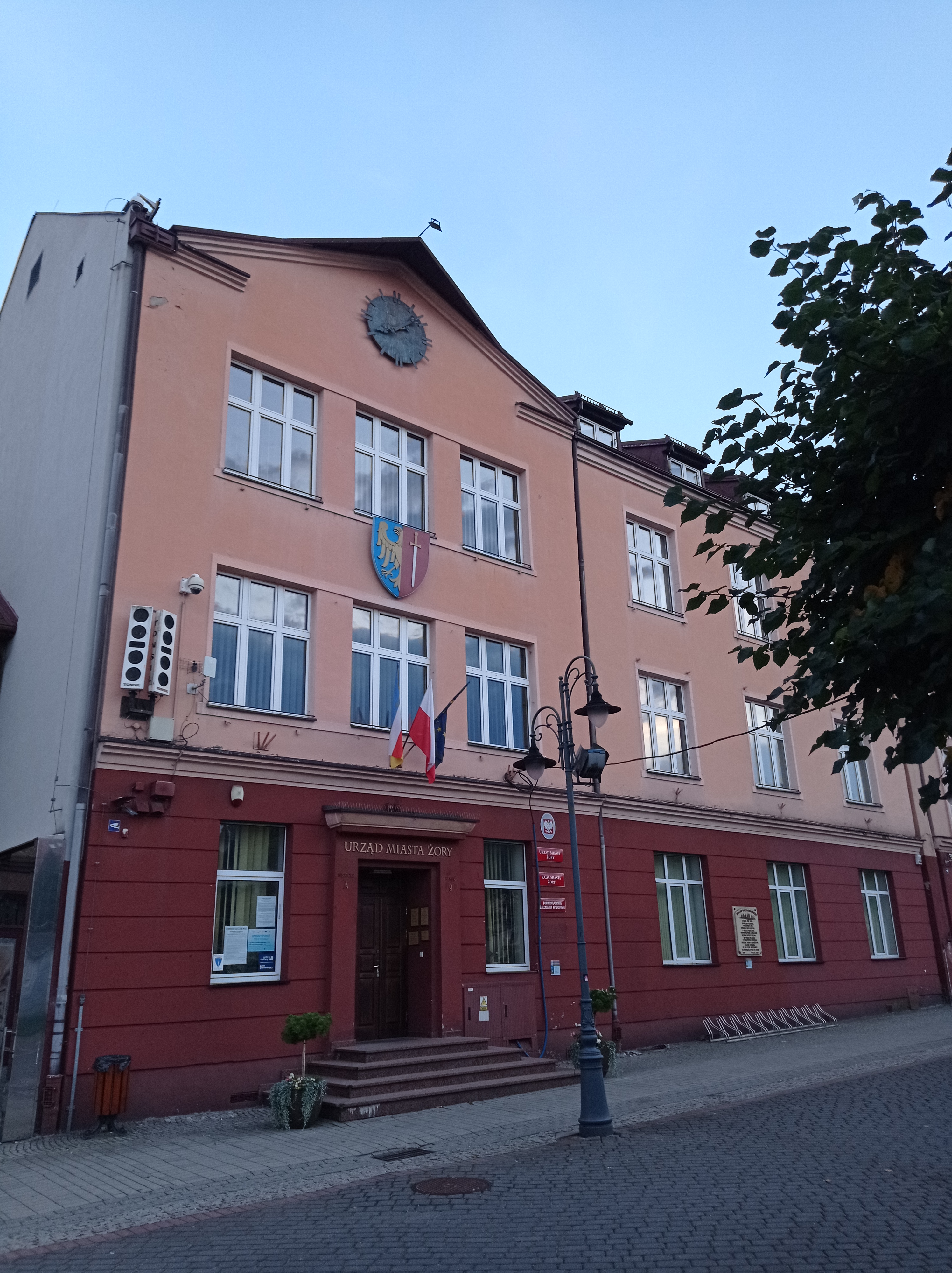
Urząd Miasta Żory, Stary Rynek

| Ugrupowanie                           | Kadencja 2002−2006 | Kadencja 2006−2010 | Kadencja 2010–2014 | Kadencja 2014–2018 | Kadencja 2018–2023 |
| ------------------------------------- | ------------------ | ------------------ | ------------------ | ------------------ | ------------------ |
| Sojusz Lewicy Demokratycznej          | 6 (SLD-UP)         | 2 (LiD)            | –                  | –                  | –                  |
| Żorskie Porozumienie i Waldemar Socha | 10                 | 6                  | 9                  | 7                  | 9                  |
| Żorska Samorządność                   | 7                  | –                  | –                  | 6                  | 7                  |
| Prawo i Sprawiedliwość                | –                  | 7                  | 4                  | 6                  | 7                  |
| Platforma Obywatelska                 | –                  | 7                  | 7                  | 4                  | –                  |
| Wspólne Żory                          | –                  | 1                  | –                  | –                  | –                  |
| Inicjatywa Społeczna Nasze Żory       | –                  | –                  | 3                  | –                  | –                  |

## Ochrona środowiska
Według raportu Światowej Organizacji Zdrowia w 2016 roku Żory zostały sklasyfikowane jako 49. najbardziej zanieczyszczone miasto Unii Europejskiej.

## Historia
W okresie tworzenia się zalążków państwa Polan ziemie dzisiejszych Żor zamieszkiwało plemię Golęszyców, ziemie te znajdowały się w granicach państwa wielkomorawskiego, a następnie, około 921 roku – czeskiego.
Po raz pierwszy nazwa wsi Żory pojawiła się w 1258 roku. 24 lutego 1272 roku książę opolsko-raciborski Władysław podpisał umowę, zawierającą postanowienie o przejściu wsi pod jego władzę oraz o lokacji miasta (na prawie magdeburskim). Miało ono obowiązujący do dziś owalny kształt z prostokątnym rynkiem, dwiema bramami (krakowską i cieszyńską) i murami. Prawdopodobnie już w 1292 roku książę raciborski Przemysław stał się lennikiem króla czeskiego, ale przyjmuje się, że okres lenny rozpoczyna się w 1327 roku. W 1336 roku księstwo przechodzi w ręce Przemyślidów. W latach 1345, 1433 i 1473 Żory były oblegane odpowiednio przez wojska polskie, husyckie i węgierskie. W latach 1521–1532 księstwo po raz ostatni znajdowało się pod panowaniem władców z linii Piastów śląskich, którzy byli lennikami korony czeskiej, po czym władzę na 20 lat przejęli Hohenzollernowie.
W 1526 roku Żory stały się częścią państwa Habsburgów. 25 kwietnia 1531 r. jako starosta żorski wymieniany był Baltazar z Dębowca herbu Kornicz, pan Kobiernic, Kóz i Osielca.
W roku 1627 podczas wojny trzydziestoletniej wojska protestanckie zajęły Żory. Następnie wojska katolickie zdobyły i zrabowały miasto. W latach 1645–1666 Żory były rządzone przez Wazów (w ramach zastawu całego księstwa). W XVIII wieku Żory podlegały inspekcji podatkowej w Prudniku. W 1742 roku miasto po pierwszej wojnie śląskiej stało się częścią państwa pruskiego, aż do roku 1921. XIX wiek zaznaczył się industrializacją (huta „Waleska”, odlewnia żeliwa „Pawła” i młyn parowy), zbudowano połączenia kolejowe do Orzesza (1884) i Gliwic (1888).

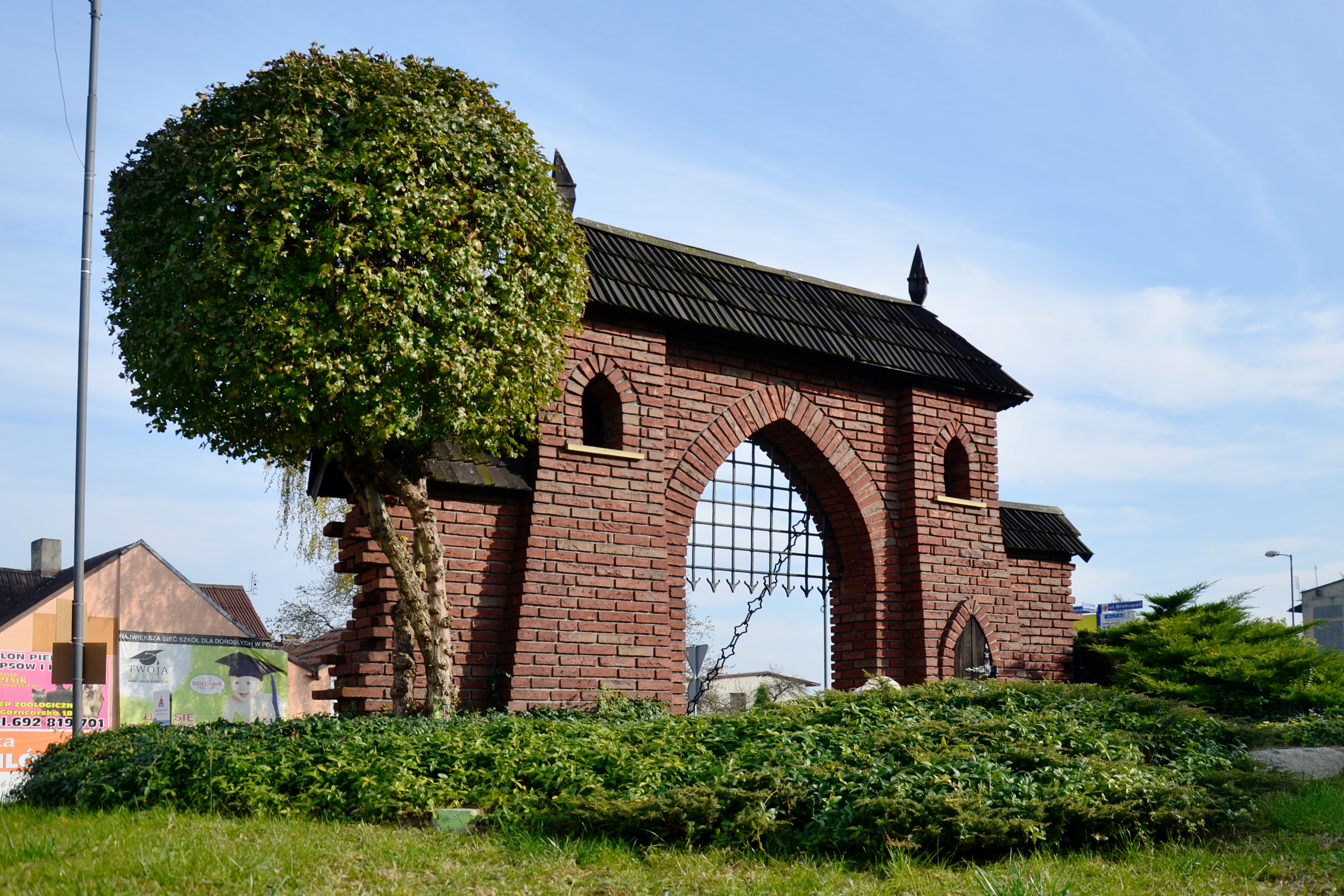
Rekonstrukcja Bramy Dolnej

W 1837 roku miasto zostaje określone jako niewielkie: miały się w nim znajdować szpital, dwa kościoły katolickie, dwie bramy, a w 250 domach mieszkało 2800 osób.
Topograficzny opis Górnego Śląska z 1865 roku notuje stosunki ludnościowe na terenie miasta – „(...) sprechen 1264 Einwohner deutsch, 2398 polnisch als Muttersprache(...).”, czyli w tłumaczeniu na język polski „1264 mieszkańców mówi po niemiecku, 2398 po polsku jako językiem macierzystym(...)”.
W miejscowości istniało wiele polskich organizacji społecznych i kulturalnych. 28 marca 1920 roku zawiązało się Towarzystwo Gimnastyczne „Sokół” w Żorach. Inicjatorem był Józef Wyrobek, który założył je wraz z pierwszymi 15 członkami. Gniazdo było oddziałem Polskiego Towarzystwa Gimnastycznego „Sokół” na Górnym Śląsku i liczyło początkowo 39 członków. Funkcjonowały tutaj także regionalne koło Związku Towarzystw Polek, od 1919 roku Towarzystwo Oświaty na Górnym Śląsku im. św. Jacka oraz Chór „Feniks”.
W latach 1919–1921 miały miejsce trzy powstania śląskie, w których brali udział również mieszkańcy Żor. W lutym 1919 roku na konferencji paryskiej Czechosłowacja wysunęła roszczenie terytorialne do Żor.

W plebiscycie na Śląsku (20 marca 1921) mieszkańcy Żor opowiedzieli się w większości za pozostaniem w państwie niemieckim. Wynik głosowania dla Żor: za Polską 1036 osób, za Niemcami 2353 osoby. 

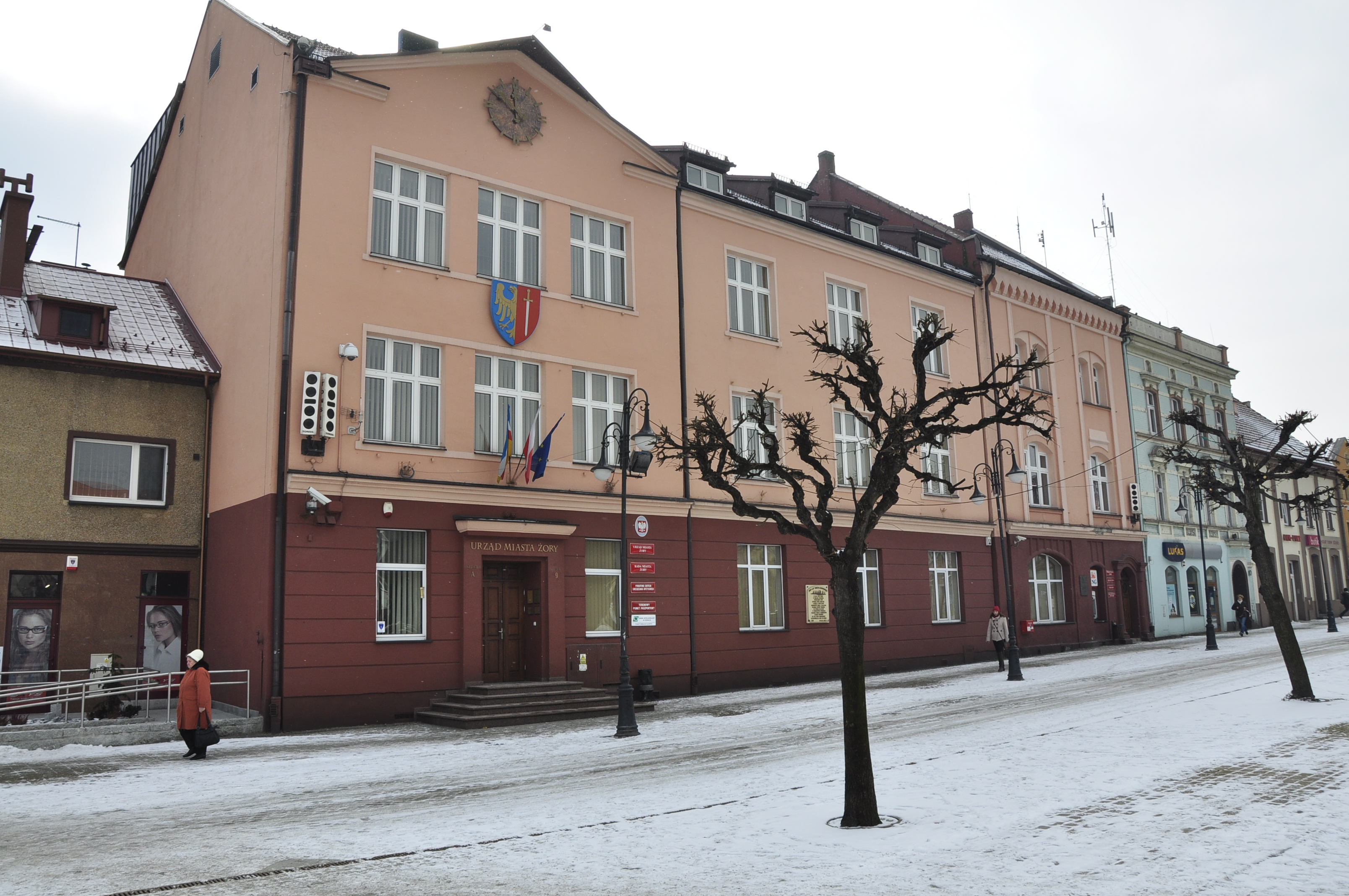
Urząd Miejski w Żorach

Podczas III powstania śląskiego miasto zostało zajęte w nocy z 2/3 maja 1921 roku poprzez zwarty atak oddziałów powstańczych z kierunku północno-wschodniego przeprowadzony przez 2. batalion Nikodema Sobika z pułku żorskiego Antoniego Haberki oraz z kierunku zachodniego przeprowadzonego przez 3. batalion Feliksa Michalskiego z pułku żorskiego. Oddziały te wspierał także batalion dowodzony przez Józefa Szenderę z pułku pszczyńskiego Franciszka Rataja, który atakował miasto od południa. Powstańcy opanowali dworzec, pocztę, budynek Policji Plebiscytowej oraz zdobyli 11 karabinów maszynowych. W przypadku skutecznego niemieckiego oporu powstańcy planowali podpalić Żory, do tego celu przygotowano beczki z benzyną.
Po III powstaniu śląskim miasto znalazło się w granicach Polski jako część autonomicznego województwa śląskiego.
1 września 1939 roku miasto zajął Wehrmacht, a w październiku Żory zostały bezpośrednio włączone do III Rzeszy. W mieście utworzono polenlager nr 95 Sohrau (1942–1945). W styczniu 1945 roku przez Żory przeszły tzw. marsze śmierci z obozów Auschwitz-Birkenau w Oświęcimiu na stację kolejową w Wodzisławiu Śląskim. Od stycznia do marca tego roku trwały walki sił Armii Czerwonej z wojskami niemieckimi o Żory, w czasie których 80% zabudowy miasta zostało doszczętnie zniszczone (inne dane mówią o 55-65%). Miasto zostało zajęte przez oddziały 95 Korpusu Piechoty Armii Czerwonej i 1 Czechosłowacką Samodzielną Brygadę Pancerną. W 1975 roku na ówczesnym Placu Braterstwa Broni odsłonięto Pomnik Braterstwa Broni upamiętniający ten fakt.
Po wojnie nastąpiła odbudowa miasta. W latach 70. i 80. XX wieku miał miejsce intensywny przyrost demograficzny Żor, związany z rozwojem górnictwa węgla kamiennego i budową osiedli w technologii wielkiej płyty. Po 1989 roku górnictwo zostało objęte restrukturyzacją, co wpłynęło na gwałtowny wzrost bezrobocia w Żorach. W ramach walki z tym zjawiskiem utworzono podstrefę Katowickiej Specjalnej Strefy Ekonomicznej i Żorski Park Przemysłowy, a miasto zmieniło charakter z przemysłowego na handlowo-usługowy.

### Pożary
Specyficzną częścią historii miasta są liczne pożary, w tym m.in.:
- 1552 – spłonęła połowa miasta
- 1661 – spłonął drewniany kościół pod wezwaniem Wniebowzięcia Najświętszej Marii Panny
- 1702 – spłonęły doszczętnie drewniana zabudowa rynku i większość domów przy pobliskich ulicach
- 1807 – spłonął średniowieczny drewniany kościół pod wezwaniem Najświętszej Marii Panny

Na pamiątkę pożaru z 1702 roku, w jego rocznicę (11 maja), od ponad 300 lat obchodzone jest jedyne w Europie Święto Ogniowe, a do historii pożarów nawiązuje także otwarte w 2014 roku Muzeum Ognia.

## Archeologia
Późnośredniowieczna broń obuchowa z badań wykopaliskowych na rynku w Żorach na Śląsku: https://www.academia.edu/143183583/P%C3%B3%C5%BAno%C5%9Bredniowieczna_bro%C5%84_obuchowa_z_bada%C5%84_wykopaliskowych_na_rynku_w_%C5%BBorach_na_%C5%9Al%C4%85sku

## Zabytki

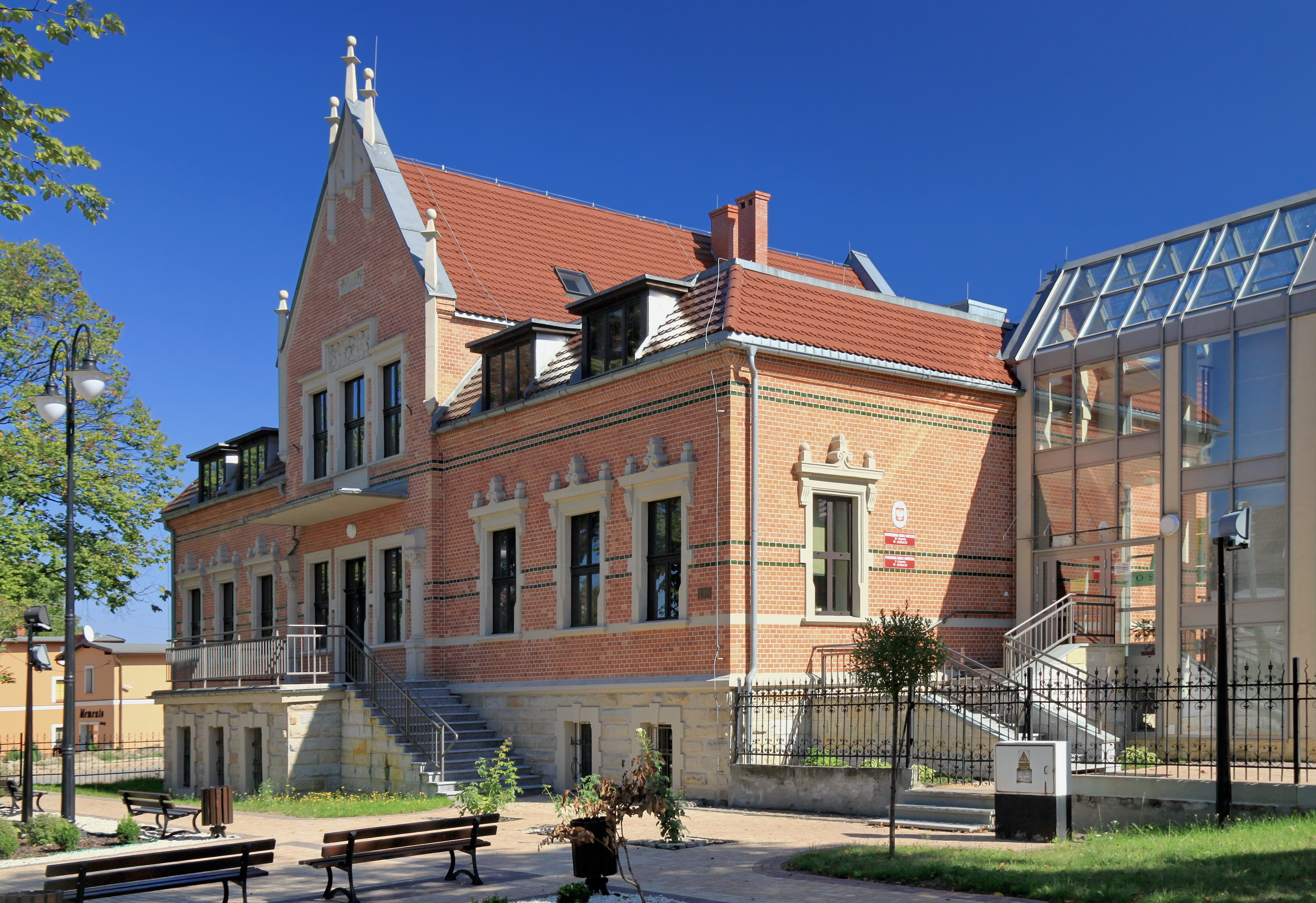
Budynek Szkoły Muzycznej

Już w latach 30. XX w. przygotowywano wpis układu urbanistycznego Starego Miasta w Żorach, wraz z murami obronnymi i kościołem parafialnym, do rejestru zabytków. Określano go wtedy, „jako najbardziej jednolity pod względem zabytkowym na Śląsku”.
Według Narodowego Instytutu Dziedzictwa, w miejscowości znajdują się następujące obiekty zabytkowe:
- układ urbanistyczny
- gotycki kościół parafialny pw. św. Apostołów Filipa i Jakuba z XV wieku
- plebania z XIX wieku
- kościół ewangelicko-augsburski, 1931 r.
- plebania ewangelicka, 1906 r.
- fragmenty murów obronnych z XIV wieku
- dom, ul. Bramkowa 1 z XIX wieku

- dawny Dom Ludowy „Sala Polska”, obecnie dom kultury, ul. Dolne Przedmieście 1 (XIX/XX w.)

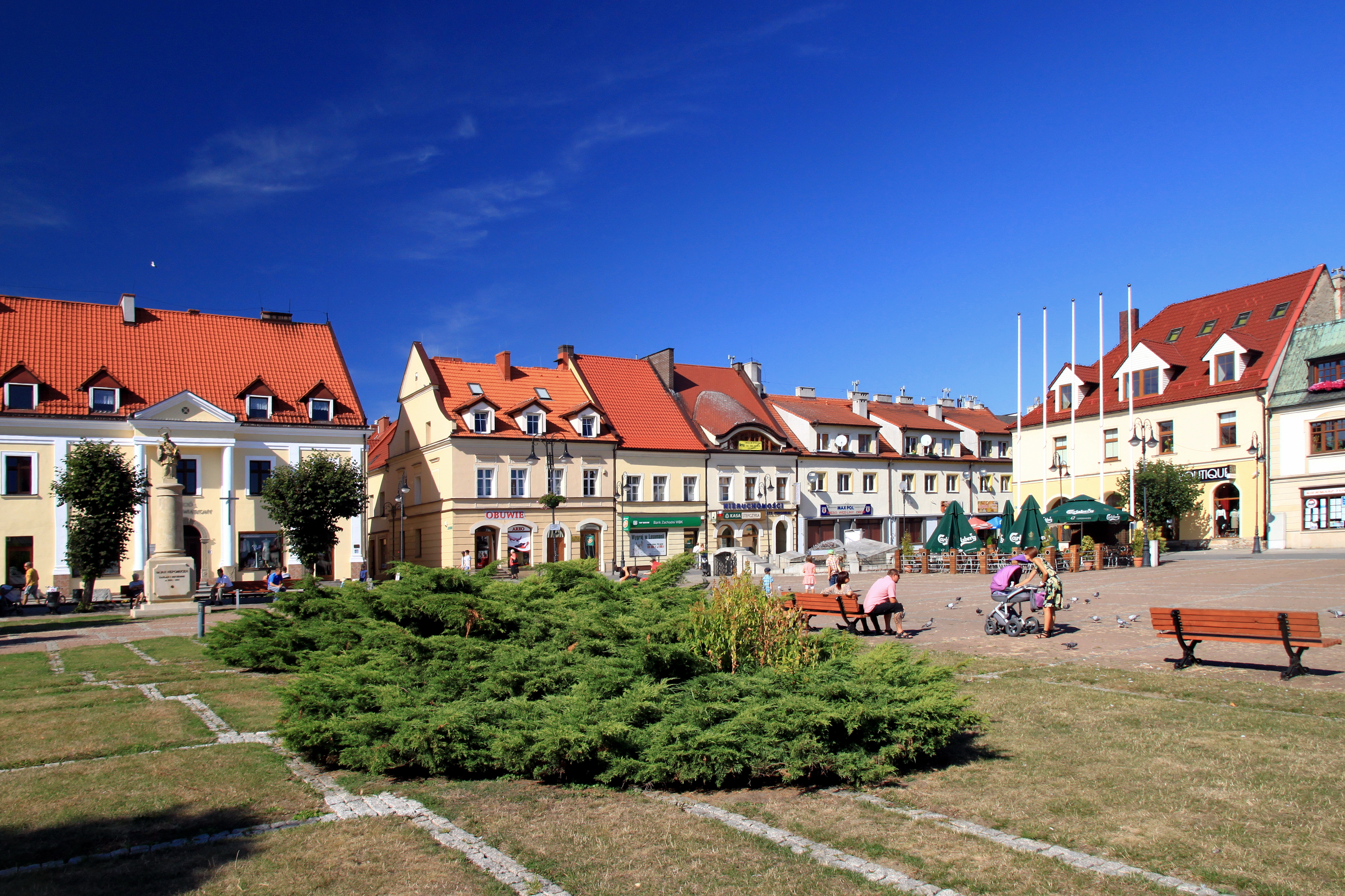
Rynek w Żorach

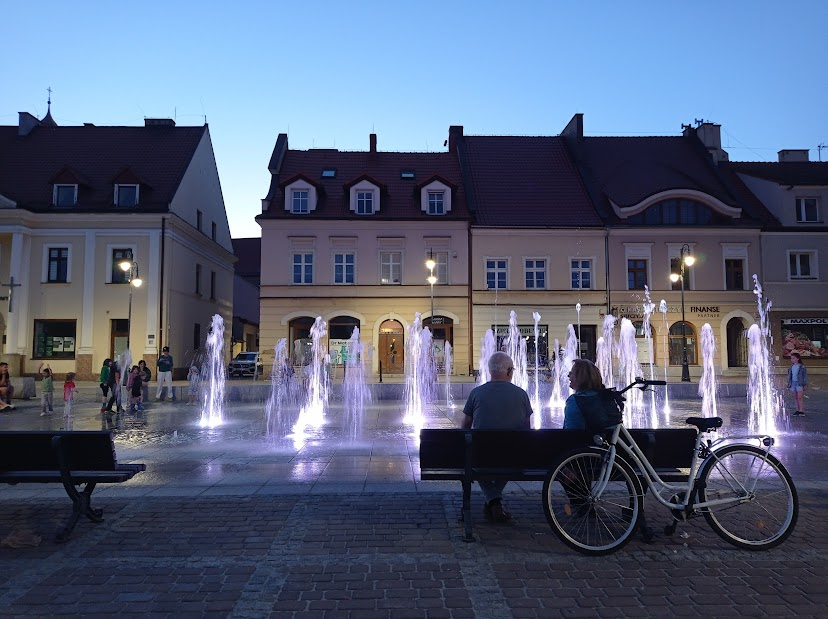
Fontanna na Starym Rynku w Żorach, 2023

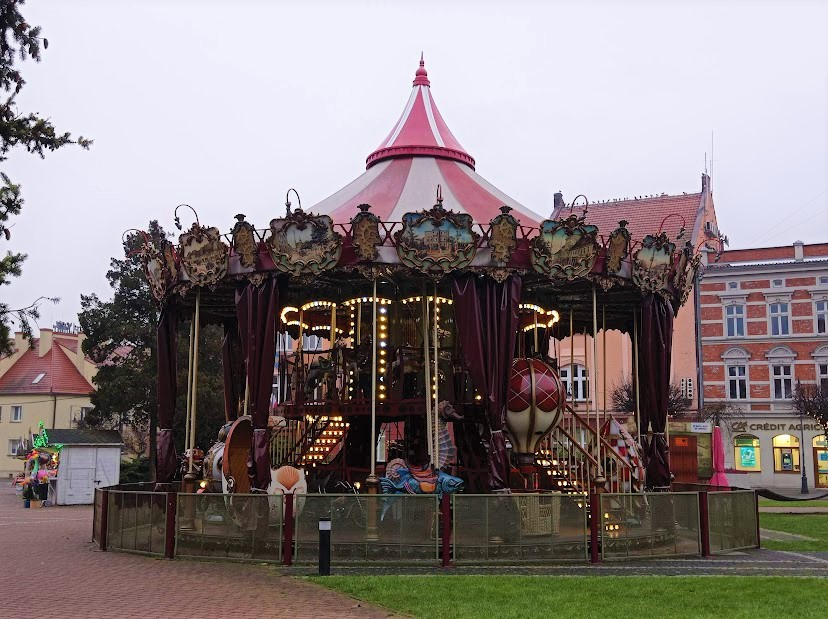
Karuzela na Starym Rynku

- dom, ul. Dolne Przedmieście 5, 2 poł. XIX wieku

- dom, ul. Dworcowa 1, XIX wiek
- zespół domu, ul. Dworcowa 6, 1903 r. (dom, ob. szkoła muzyczna oraz ogród)
- niskie kamieniczki powstałe z cegieł muru obronnego przy ul. Murarskiej (nr: 11, 13, 19, 35, 37)
- kamienice na rynku z XIX wieku (nr: 1, 12, 23)
- domy przy ulicy generała Szeptyckiego, z XIX wieku (nr: 4, 6, 9, 12, 19[39])

- domy przy ulicy Szerokiej z XIX wieku (nr: 7, 8[40], 12, 14, 16, 20)

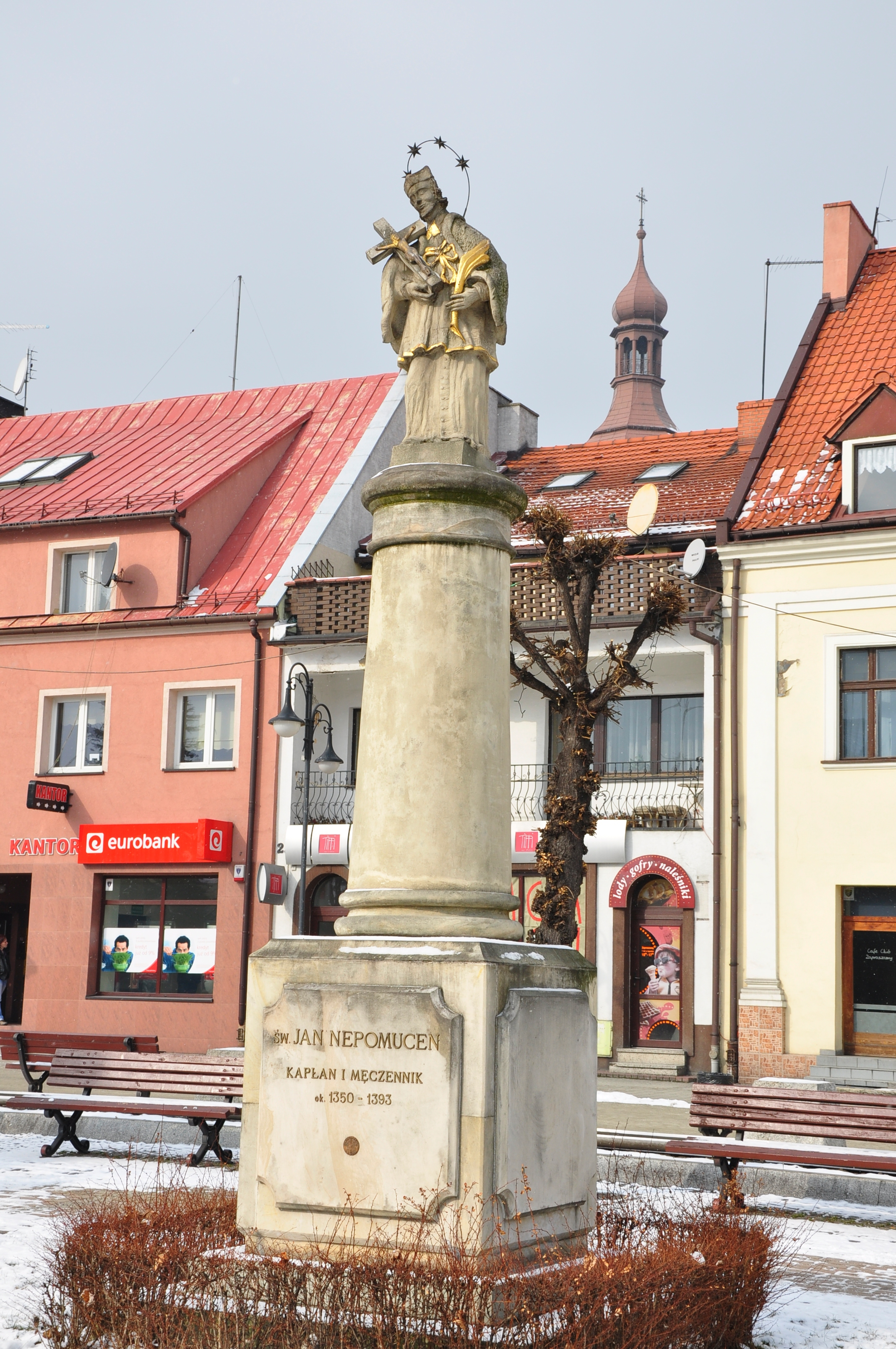
Figura św. Jana Nepomucena na Rynku

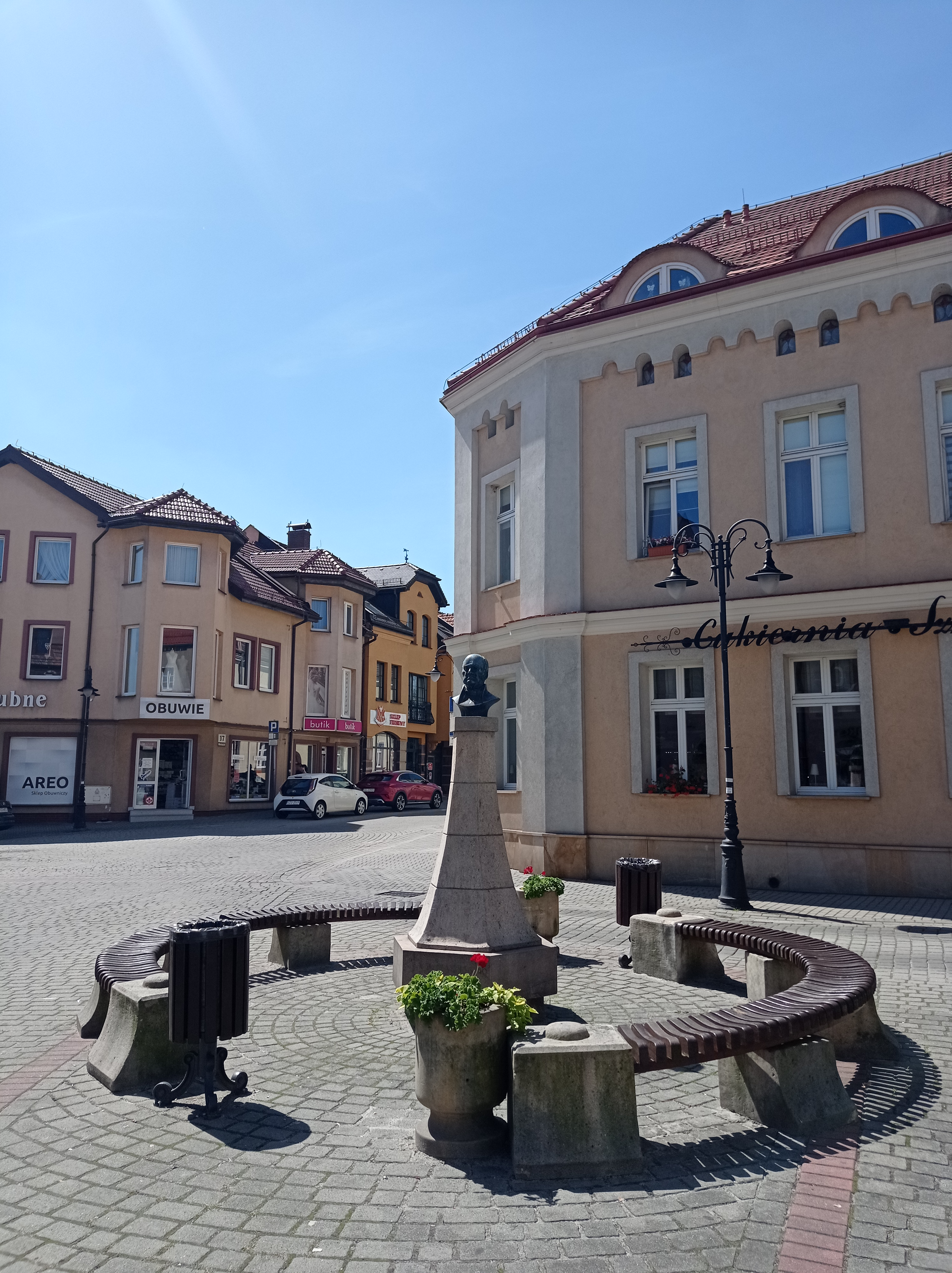
Popiersie Stanisława Moniuszki

- Pałac w Żorach klasycystyczny z przełomu XVII i XVIII w., w dzielnicy Baranowice

- dom przy ul. Wodzisławskiej 111, z końca XIX wieku, w dzielnicy Rogoźna
- kapliczka przy ul. Rybnickiej z XIX wieku, w dzielnicy Rowień

Pełna lista zabytków:
Poza obiektami wpisanymi w rejestr zabytków, na uwagę zasługują także inne obiekty, o znaczeniu historycznym:
- Kapliczka przy ul. Murarskiej
- Kamienne krzyże pokutne na starym cmentarzu przy ul. Męczenników Oświęcimskich oraz w dzielnicy Rogoźna na posesji przy ul. Wodzisławskiej
- cmentarz żydowski – 1818 r.

## Parki

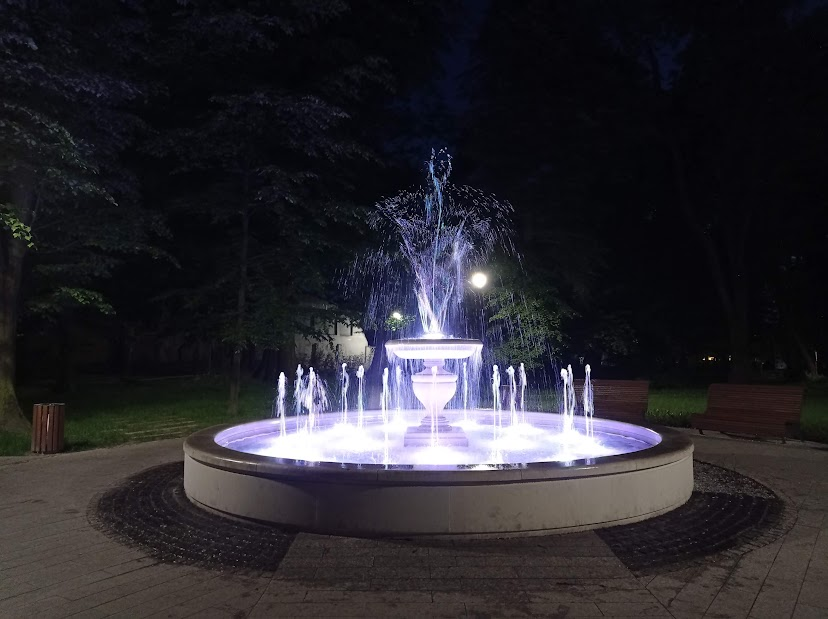
Park Staromiejski w Żorach, 2023

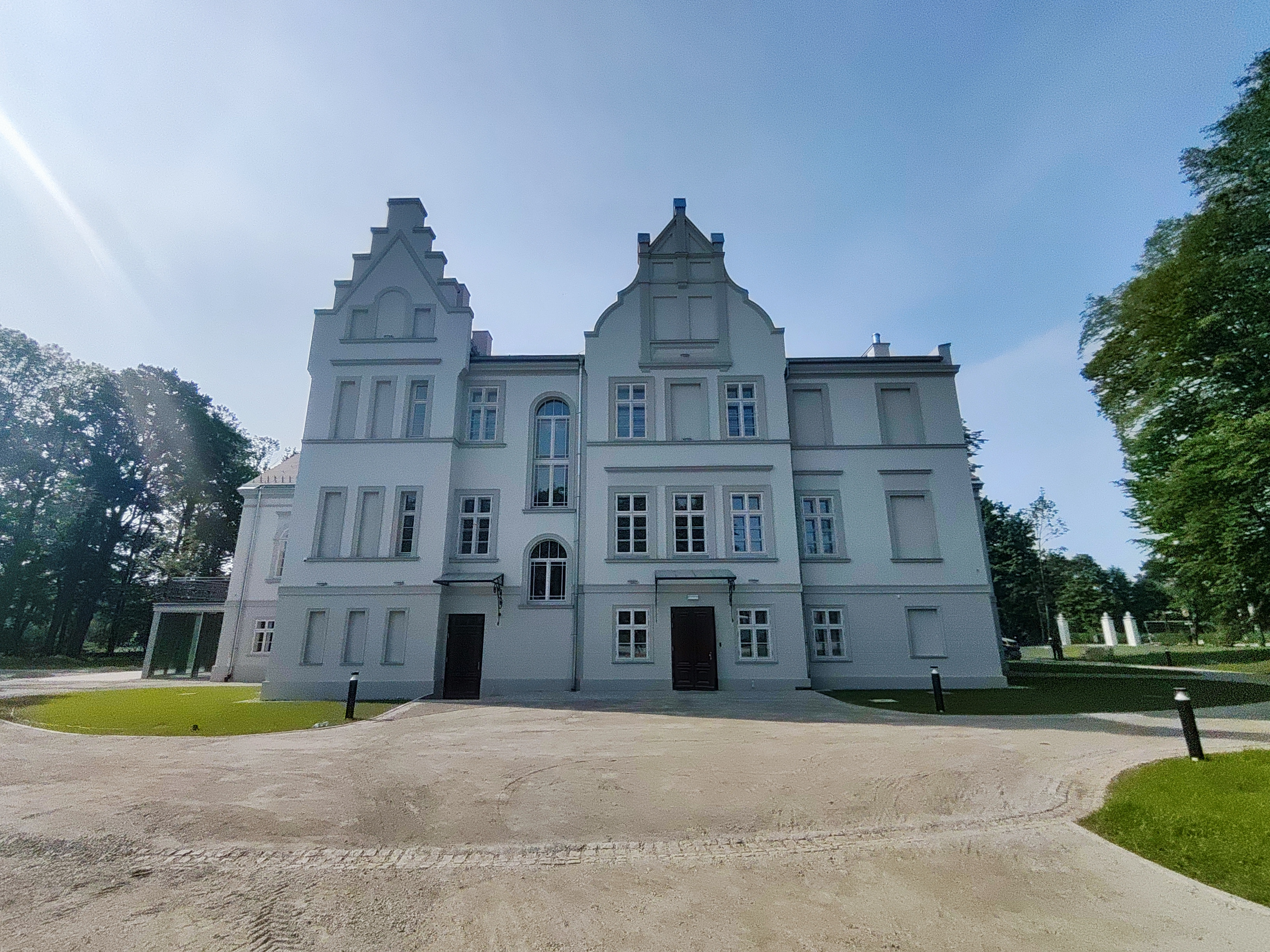
Pałac w Baranowicach

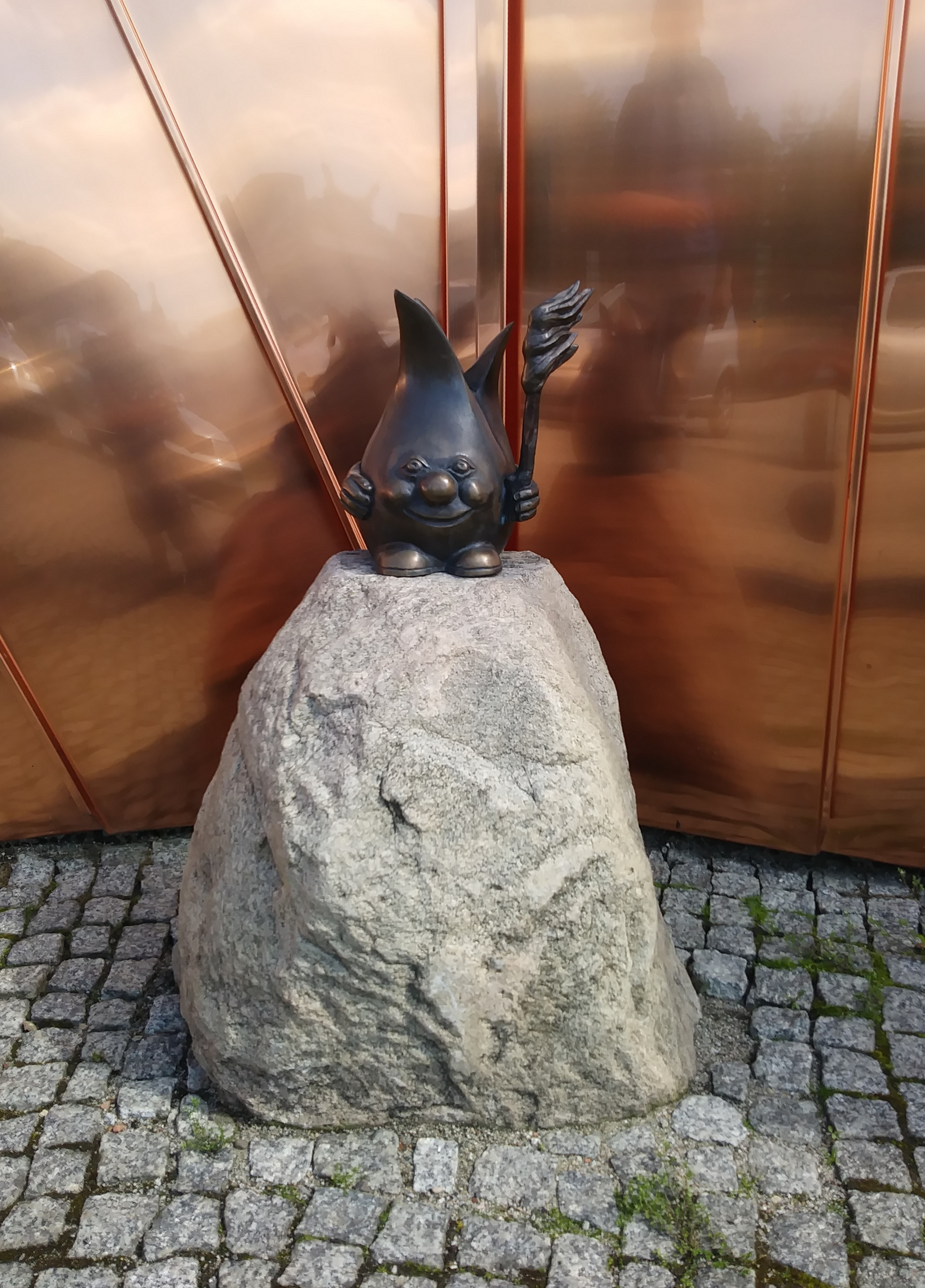
Żorek z płonącą pochodnią przy Muzeum Ognia

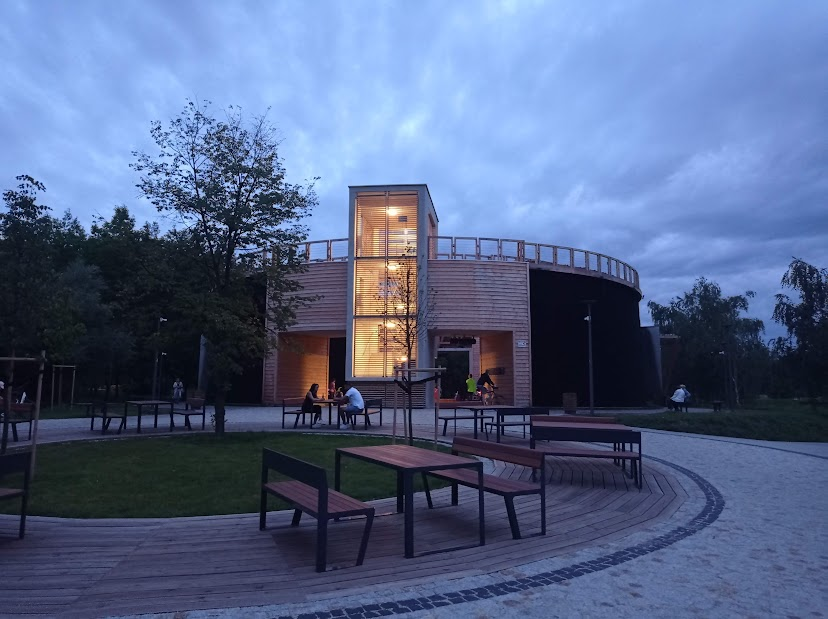
Tężnia solankowa w Parku Cegielnia

- Park Cegielnia
- Park Staromiejski

## Trasy rowerowe
Przez miejscowość przebiegają następujące trasy rowerowe:
- zielona trasa rowerowa nr 10 – Rybnik – Żory – Suszec
- czerwona trasa rowerowa nr 305 – Palowice – Żory
- czarna trasa rowerowa nr 301 – Leszczyny – Żory

## Demografia
- Zmiany w liczbie ludności Żor na przestrzeni ponad 200 lat[41][42]:

Największą populację Żory odnotowały w 1991 – 67 301 mieszkańców.

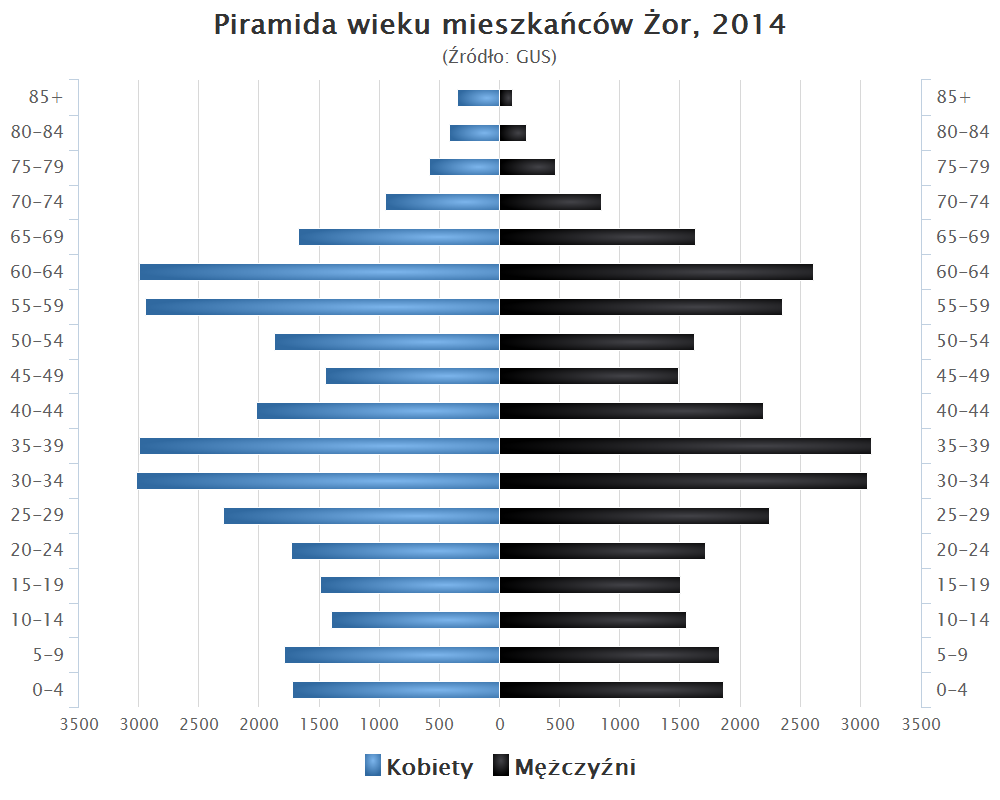
Piramida wieku mieszkańców Żor w 2014 roku

### Struktura ludności
- Ogółem – 61945 (stan na 31.12.2015)
- Kobiety – 31589
- Mężczyźni – 30356[44]
- Bezrobocie – 8,4%[45] (1545 osób, stan na 31.12.2015)[46]

## Gospodarka
Najwięcej podmiotów gospodarki w Żorach zajmuje się:
- handlem hurtowym, detalicznym lub naprawą pojazdów – 26,7% ogółu jednostek,
- budownictwem – 14,5%,
- działalnością profesjonalną, naukową i techniczną – 9,3%,
- przetwórstwem przemysłowym – 8%.[47]

Przeciętne miesięczne wynagrodzenie brutto (2020) w PLN – 4 781,16 zł, czyli 86,6% średniej krajowej.
W końcu grudnia 2013 liczba zarejestrowanych bezrobotnych w Żorach obejmowała ok. 2,0 tys. mieszkańców, co stanowi stopę bezrobocia na poziomie 10,9% do aktywnych zawodowo.
Bezrobocie w Żorach jest niskie w porównaniu z sytuacją ogólnopolską. Zgodnie z informacją Głównego Urzędu Statystycznego we wrześniu 2020 r. stopa bezrobocia wyniosła w mieście 5,2% (wskaźnik dla Polski był na poziomie 6,1%). W tym czasie w PUP Żory zarejestrowanych było około 1,1 tys. bezrobotnych. 

## Infrastruktura i transport
Infrastruktura drogowa

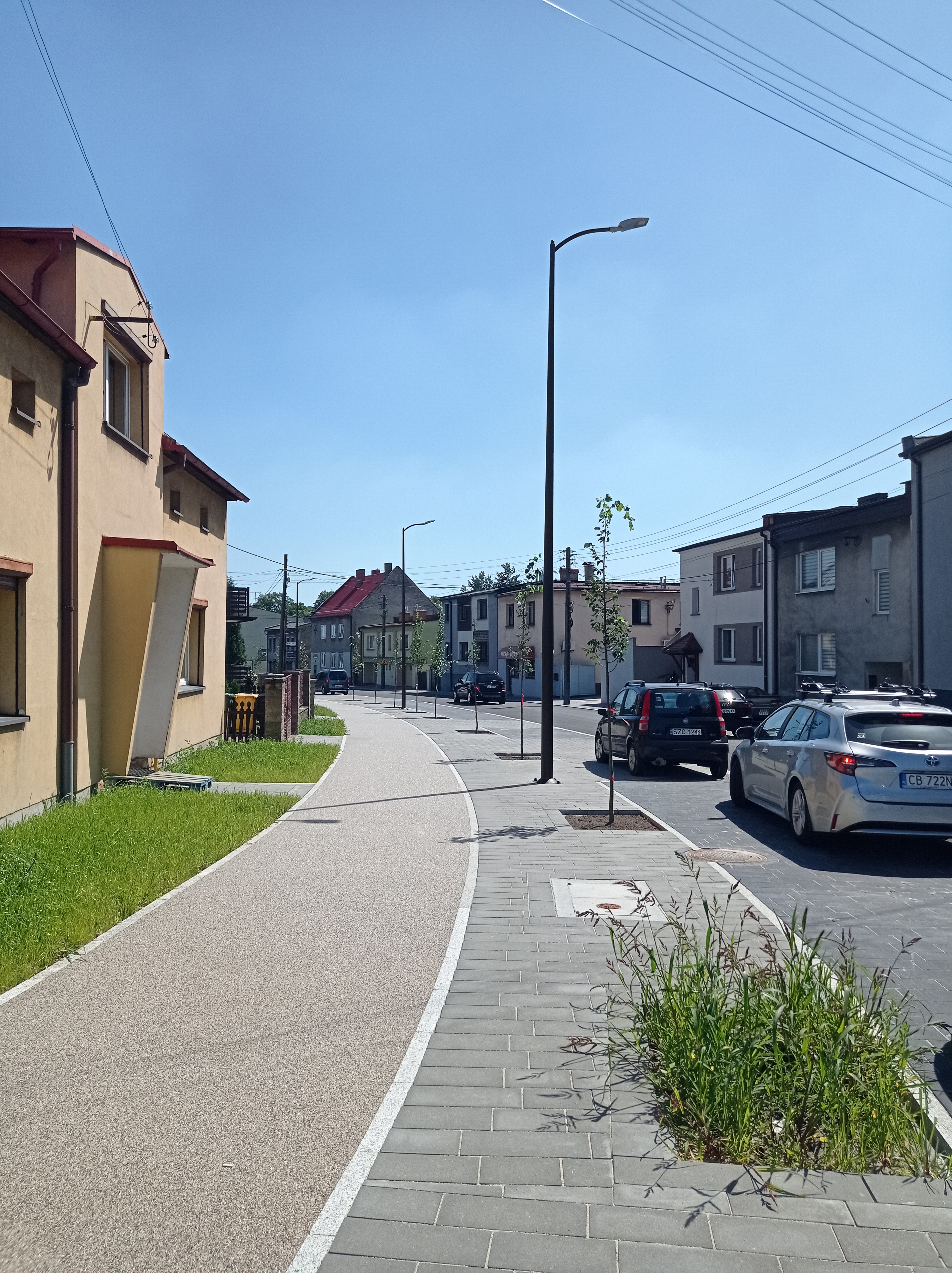
Ul. Ogrodowa, Żory.jpg

Przez Żory (dzielnice: Rowień-Folwarki i Rój) przebiega autostrada A1 łącząca południe z północą kraju. Przez miasto przebiegają następujące drogi:
- Autostrada A1 (Gdańsk – Toruń – Łódź – Częstochowa – Gliwice – Żory – Gorzyczki)
- Droga krajowa nr 81 (Katowice (A4) – Mikołów – Łaziska Górne – Żory – Skoczów (S52) – Harbutowice)
- Droga wojewódzka nr 924 (Kuźnia Nieborowska – Knurów – Czerwionka-Leszczyny – Żory)
- Droga wojewódzka nr 932 (Wodzisław Śląski – Świerklany – Żory)
- Droga wojewódzka nr 935 (Racibórz – Rybnik – Żory – Pszczyna)

Komunikacja miejska

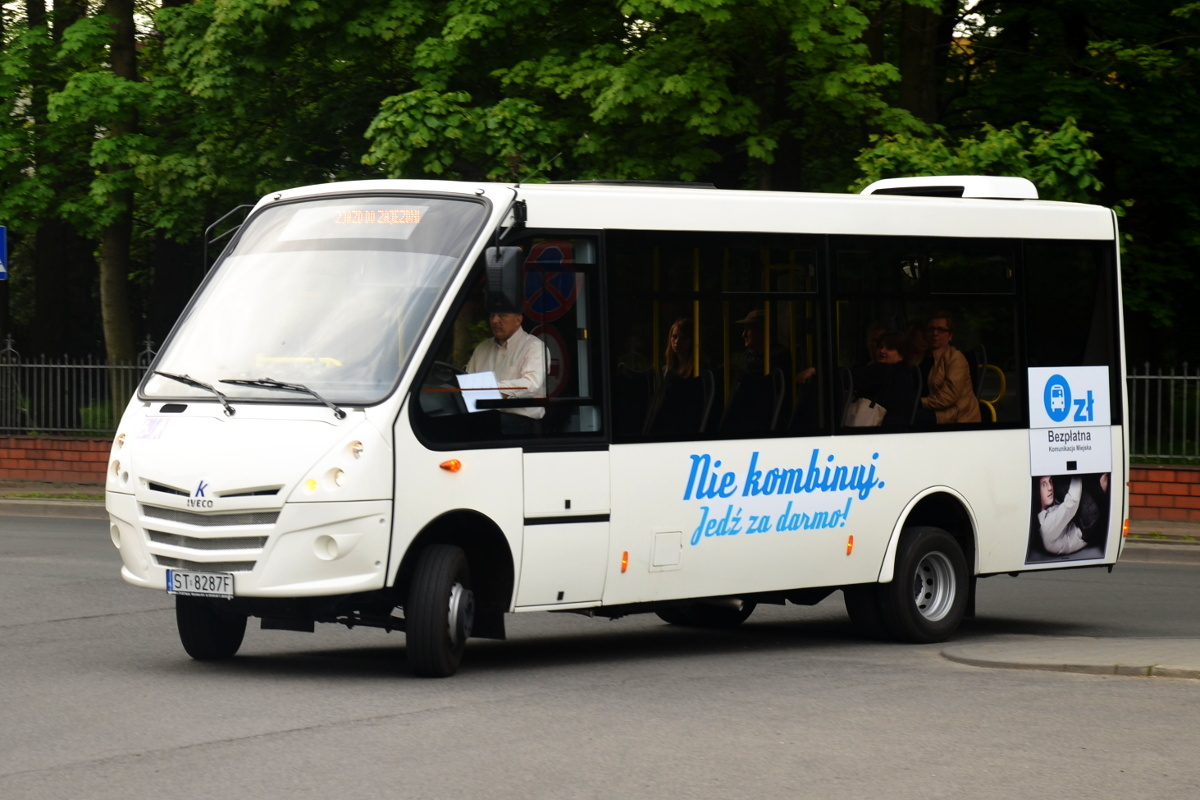
Bezpłatna komunikacja miejska

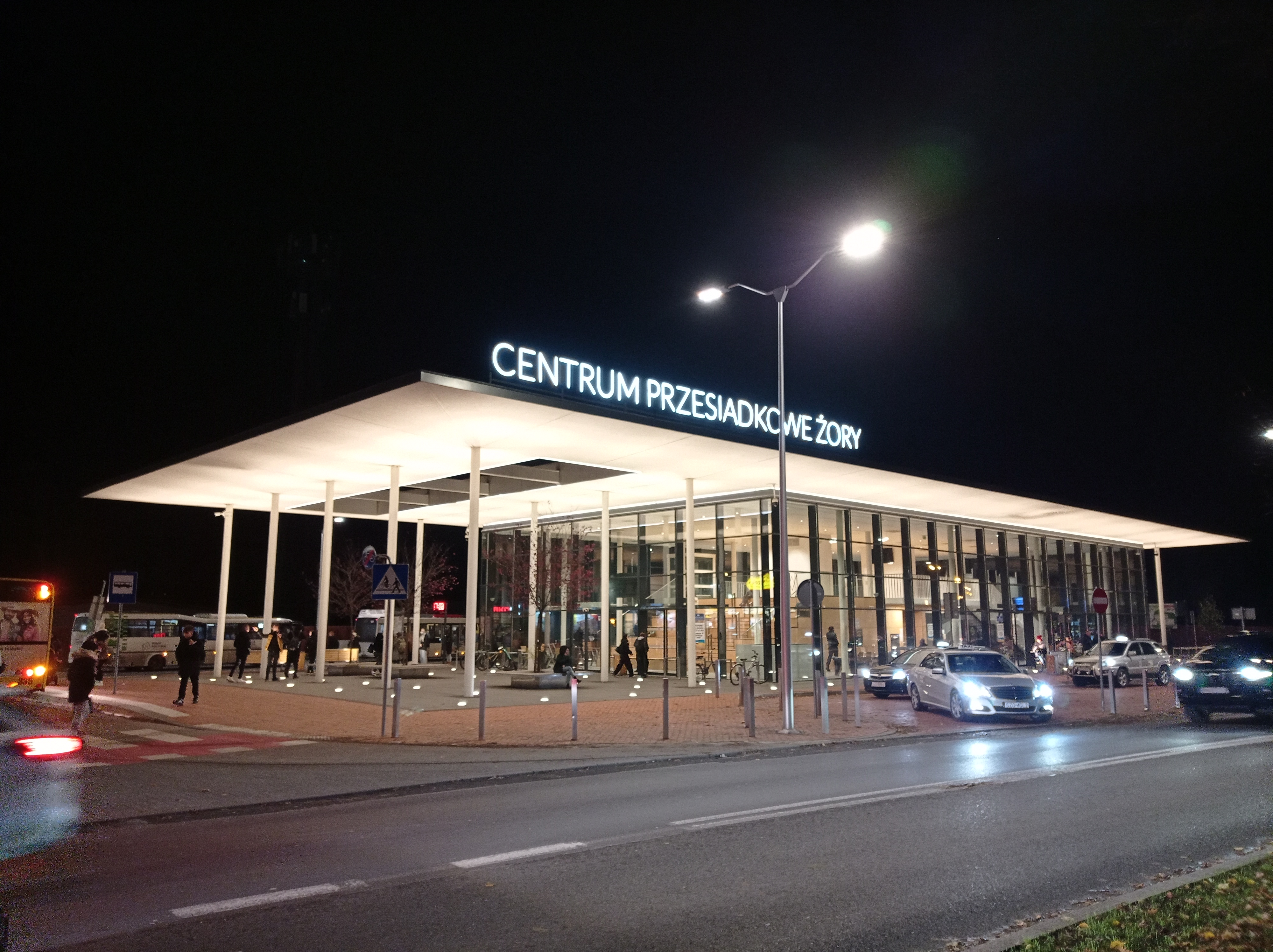
Centrum Przesiadkowe Żory, 2023

Miasto posiada Bezpłatną Komunikację Miejską (BKM), która jest organizowana przez Urząd Miasta w Żorach. W mieście działają też płatne linie MZK Jastrzębie-Zdrój, KM Rybnik oraz ZTM, które łączą Żory z miastami ościennymi.
Połączenia kolejowe
Miasto posiada bezpośrednie połączenia kolejowe z:
- Bielsko-Biała
- Czechowice-Dziedzice
- Gliwice (weekendowe)
- Kędzierzyn-Koźle
- Kołobrzeg (sezonowe)
- Opole
- Pszczyna
- Rybnik
- Świnoujście (sezonowe)
- Szczecin Główny (sezonowe)
- Wisła (miasto) (weekendowe)
- Wodzisław Śląski
- Wrocław Główny
- Kostrzyn nad Odrą (sezonowe)
- Zielona Góra (sezonowe)

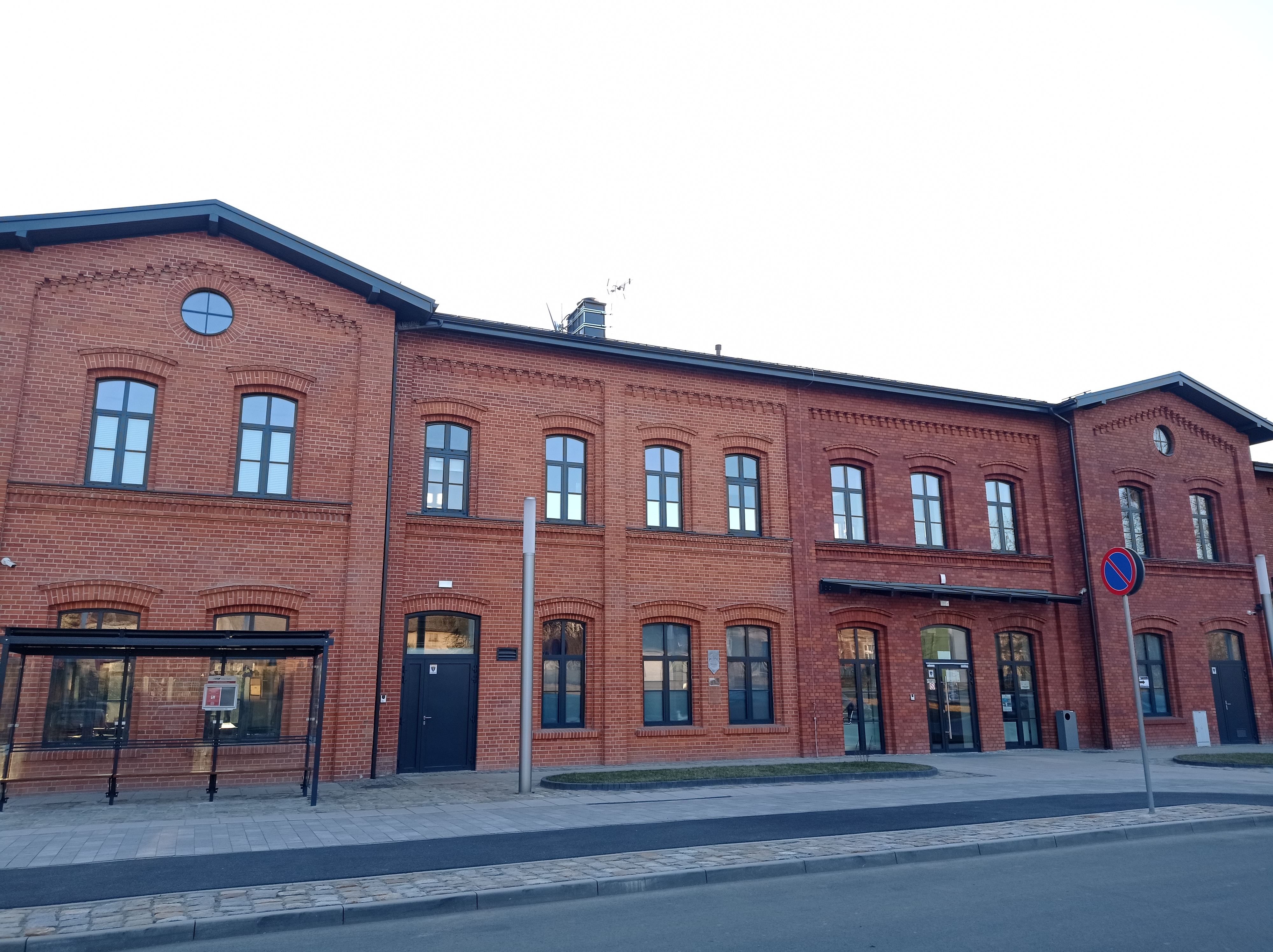
Stacja kolejowa

W związku z tym, że sąsiednie Jastrzębie-Zdrój zabiega o przywrócenie połączeń kolejowych, jeden z analizowanych wariantów zakłada połączenie Jastrzębia-Zdroju z Katowicami przez Żory i Orzesze.

### Infrastruktura techniczna
- Hotspot na Rynku i w jego najbliższej okolicy[52].
- Elektroniczne tablice na przystankach (BKM) informujące o odjazdach i opóźnieniach autobusów.
- Telebimy zewnętrzne znajdujące się przy ruchliwych punktach miasta.

### Rower miejski
We wrześniu 2018 roku w Żorach ruszyła wypożyczalnia rowerów miejskich GeoVelo. W Żorach można korzystać z 80 nowoczesnych jednośladów tzw. czwartej generacji.
Rowery GeoVelo można wypożyczyć i oddać w 26 lokalizacjach.

## Edukacja
Żory oferują pełną gamę usług z zakresu edukacyjnego od form przedszkolnych aż do wydziałów zamiejscowych uczelni wyższych. Znajdują się tu: 13 publicznych przedszkoli oraz liczne placówki oświatowe.

## Kultura

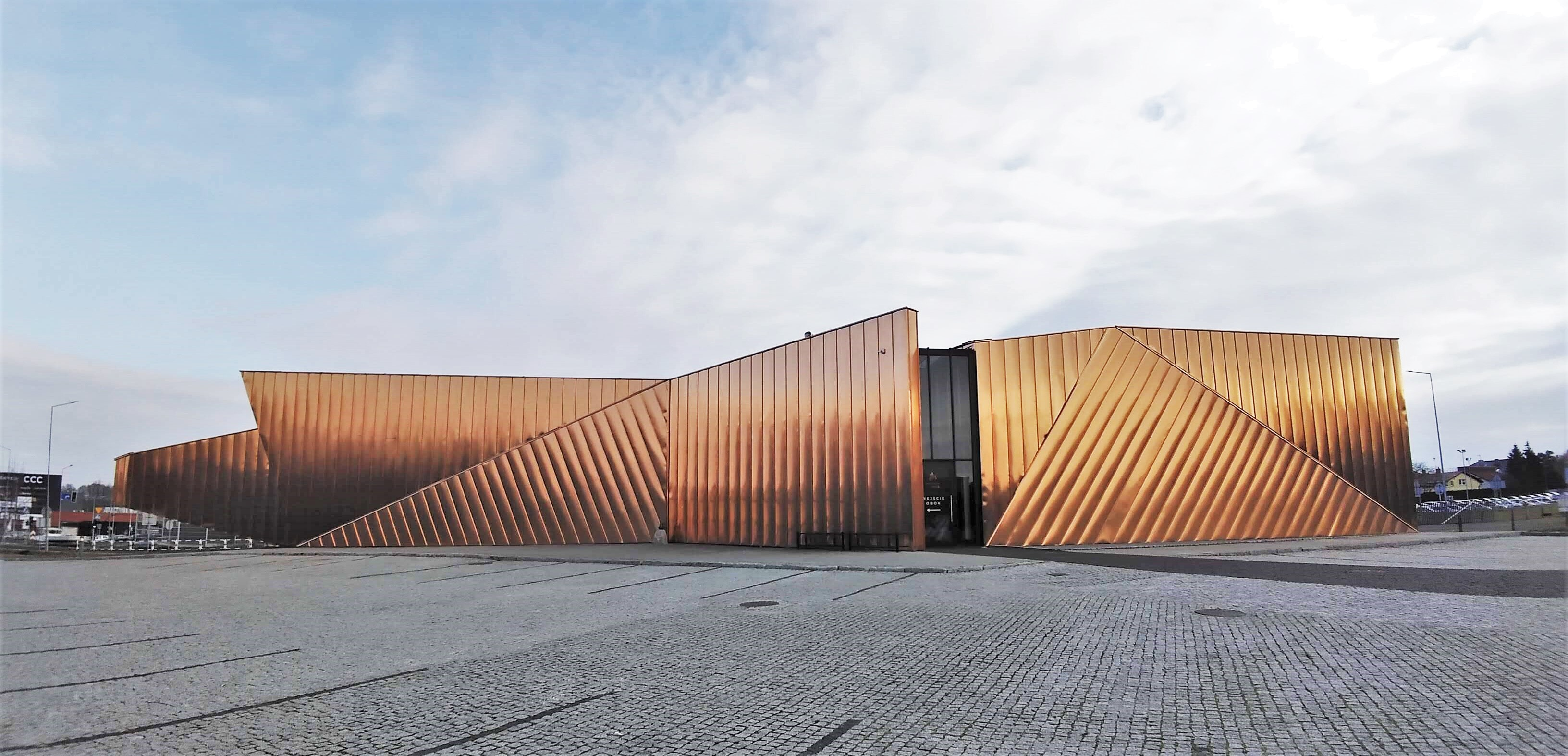
Muzeum ognia

Miasto posiada Miejski Ośrodek Kultury, w którym m.in. znajduje się sala widowiskowa gdzie odbywają się koncerty i spektakle teatralne. Oprócz tego ośrodka w poszczególnych dzielnicach miasta działają świetlice realizujące zajęcia artystyczne.
W mieście znajdują się dwa kina: Scena „Na Starówce” z jedną salą kinową oraz kino Helios w Galerii Wiślanka z czterema salami.
W Żorach działa Miejska Biblioteka Publiczna, mieszcząca się w dawnym budynku młyna parowego.
Muzeum Miejskie znajduje się w zabytkowej willi Hearinga i posiada dwie wystawy stałe: Nasza tożsamość i Polskie poznawanie świata. Drugim muzeum jest Muzeum Ognia, mieszczące się w zbudowanym w 2014 roku budynku, uważanym za wyróżniające się dzieło architektury współczesnej.

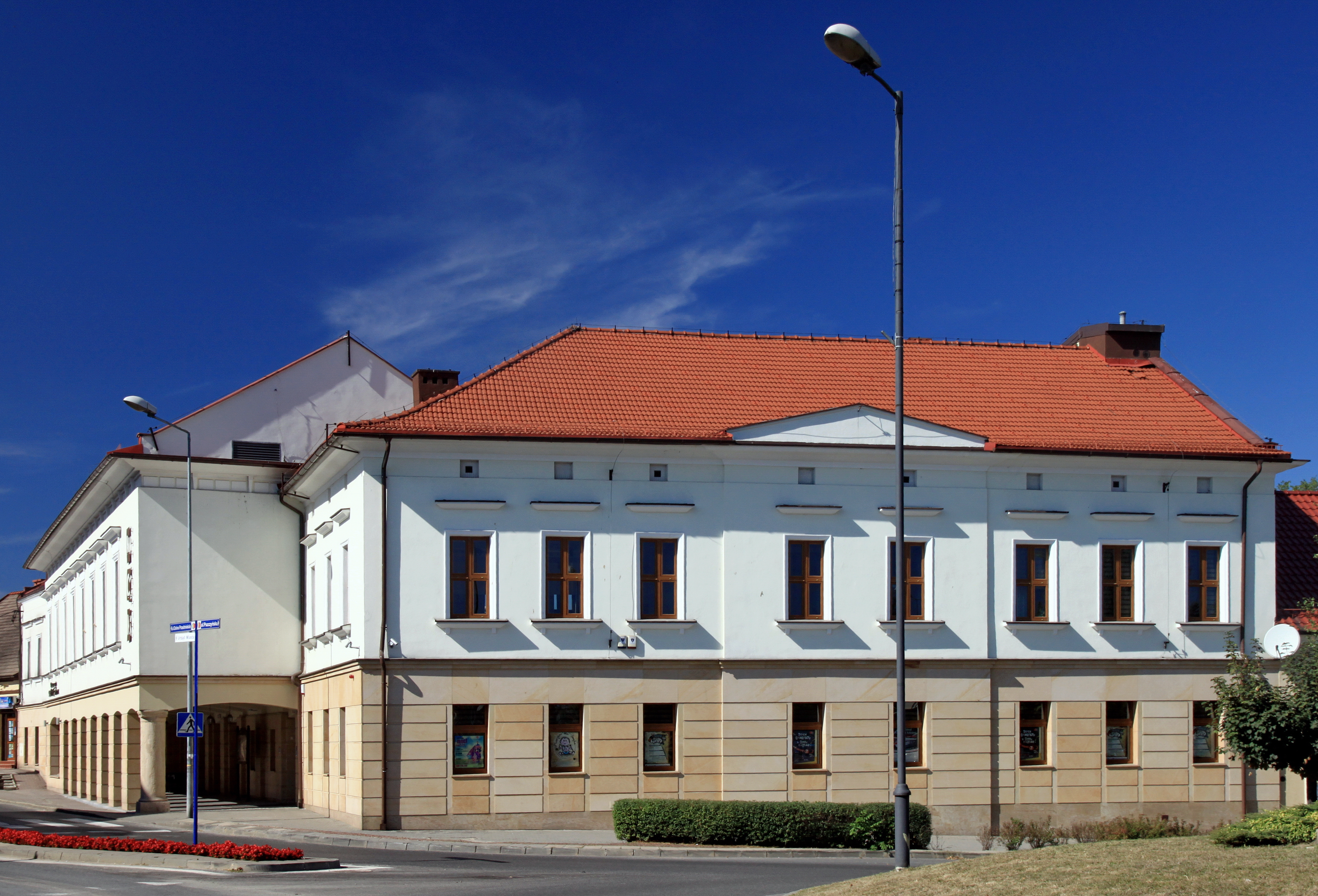
Miejski Ośrodek Kultury

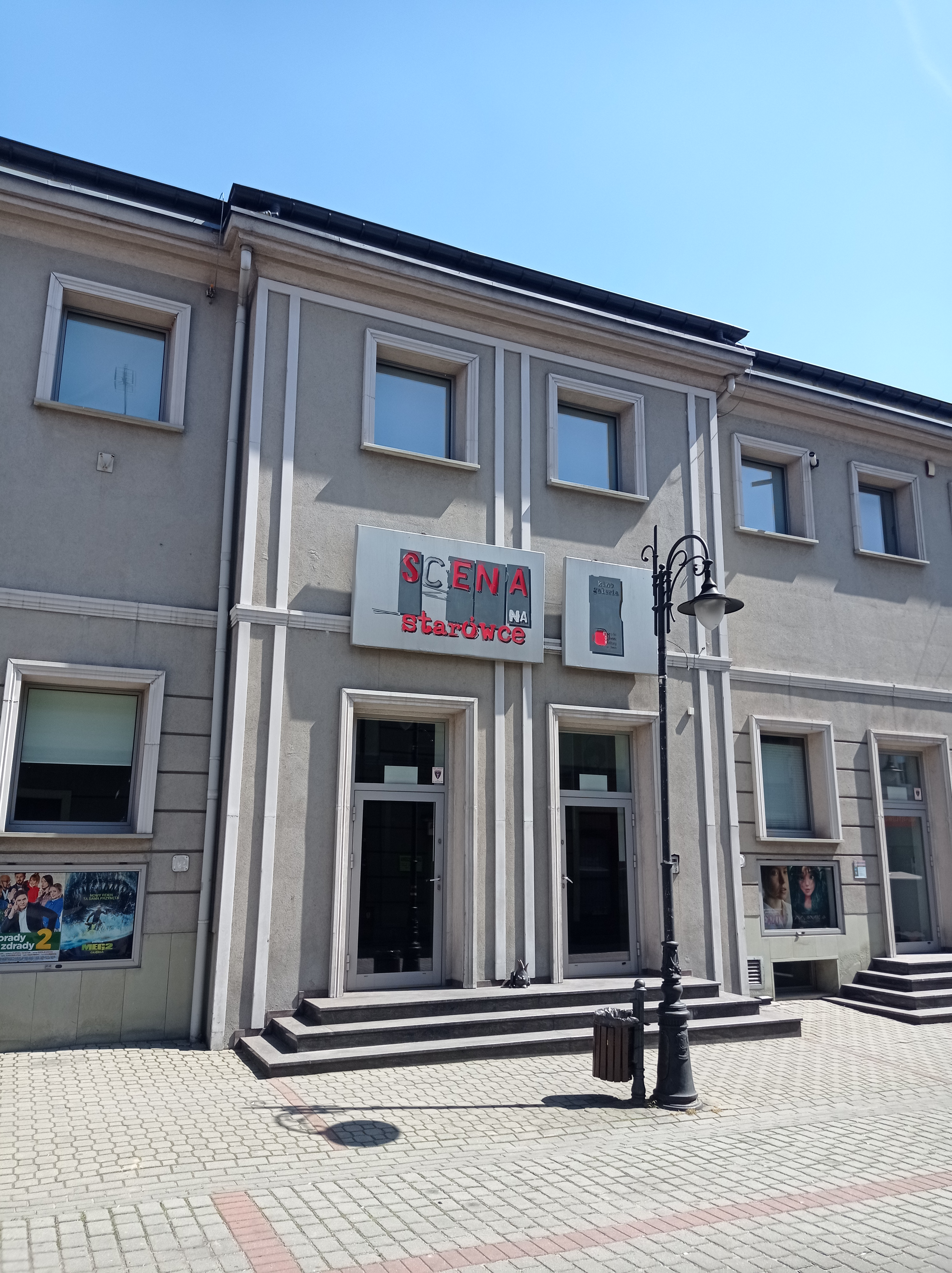
Kino Scena na Starówce, Żory

## Sport
28 marca 1920 roku w Żorach utworzone zostało gniazdo najstarszej polskiej organizacji sportowej Polskiego Towarzystwa Gimnastycznego „Sokół”. Koło to podlegało organizacyjnie VIII Rybnickiemu okręgowi śląskiej dzielnicy Polskiego Towarzystwa Gimnastycznego „Sokół” i należało do szeregu sekcji gimnastycznych śląskiego Sokoła. W roku 1920 żorskie koło tej organizacji liczyło 39 członków.

### Kluby
- MKS Żory (piłka nożna) – założony w 1922 roku pod nazwą Pogoń Żory, reaktywowany w 1945 roku pod nazwą Kolejarz, w 1973 roku przyjął nazwę Górniczy Klub Sportowy Żory i w lipcu 1990 roku zawiesił działalność. Reaktywowany w 1998 roku pod nazwą KS Żory, w 2010 roku zmienił nazwę na MKS Żory, a 2022 roku rozwiązano sekcję seniorów[60]
- Octagon Team Żory (sztuki walki)
- LKS Jedność Rogoźna (piłka nożna)
- UKS Salmo Żory (pływanie)
- MTS Żory (piłka ręczna)
- LKS Rój Żory (tenis stołowy, piłka nożna)
- Iskra Rowień (piłka nożna)
- MKS Polaris Żory (piłka nożna)
- LKS Baranowice (piłka nożna)
- Gepardy Żory (baseball)
- KS Ogniwo Rogoźna Żory (tenis stołowy)
- MOSiR MUKS Sari Żory (siatkówka)
- UKS Czwórka Żory (lekkoatletyka)
- Ks Kleszczów (piłka nożna)
- MMA Sozo Żory (mieszane sztuki walki)
- MUKS Sari Żory / Na Rondzie Team (koszykówka)
- Grupa Biegowa HRmax Żory (lekkoatletyka, biegi długodystansowe)
- UKS Judo Kontra Żory (Judo)
- Żorska Akademia Koszykówki
- Żorska Akademia Talentów Jastrzębski Węgiel

### Działalność sportowa
- MOSiR Żory
- OLPN Żory

### Orlik 2012
Obecnie na terenie Żor znajduje się pięć boisk wybudowanych w ramach programu Orlik 2012.

## Wspólnoty wyznaniowe

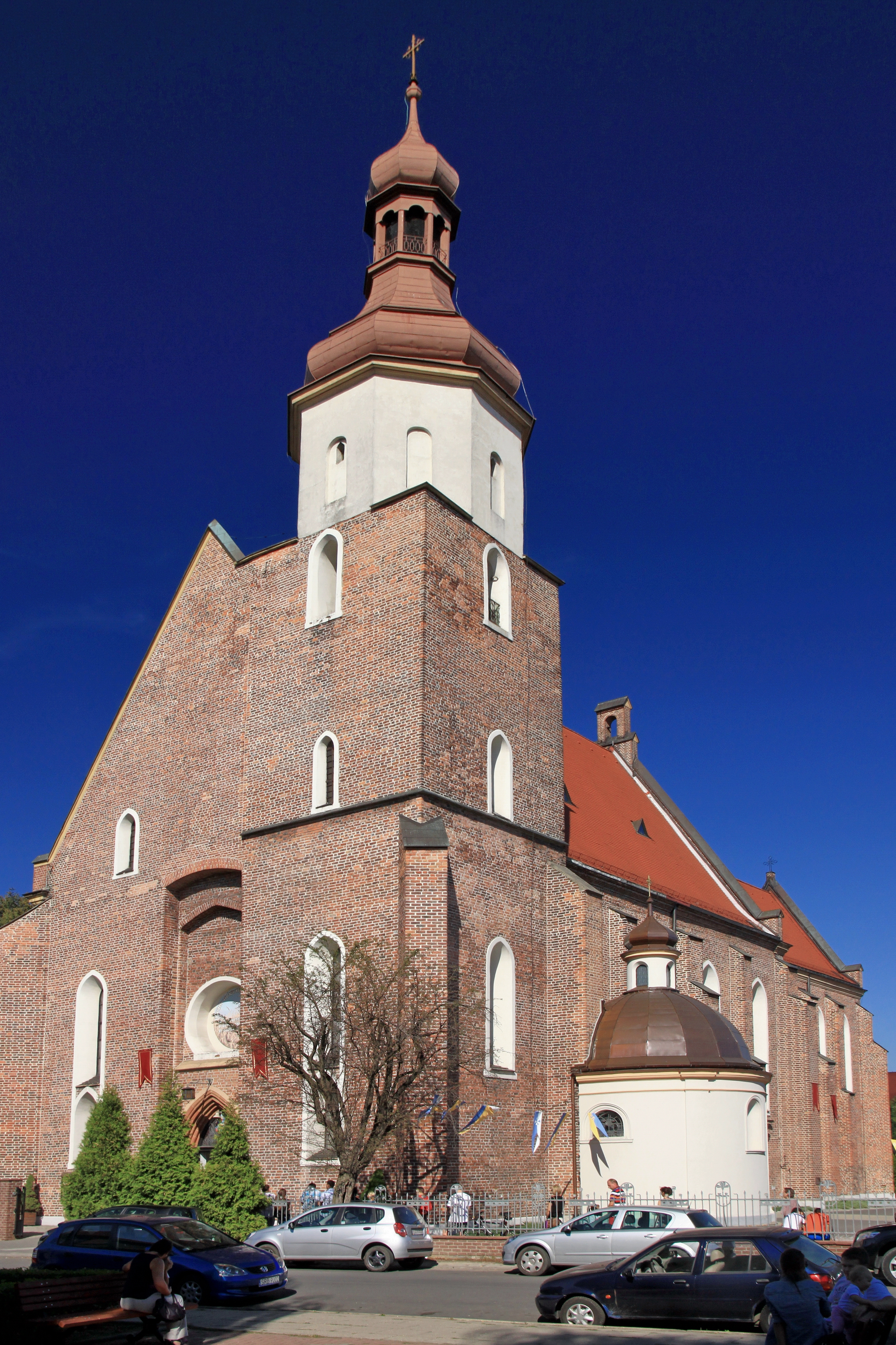
Kościół farny pw. św. Apostołów Filipa i Jakuba

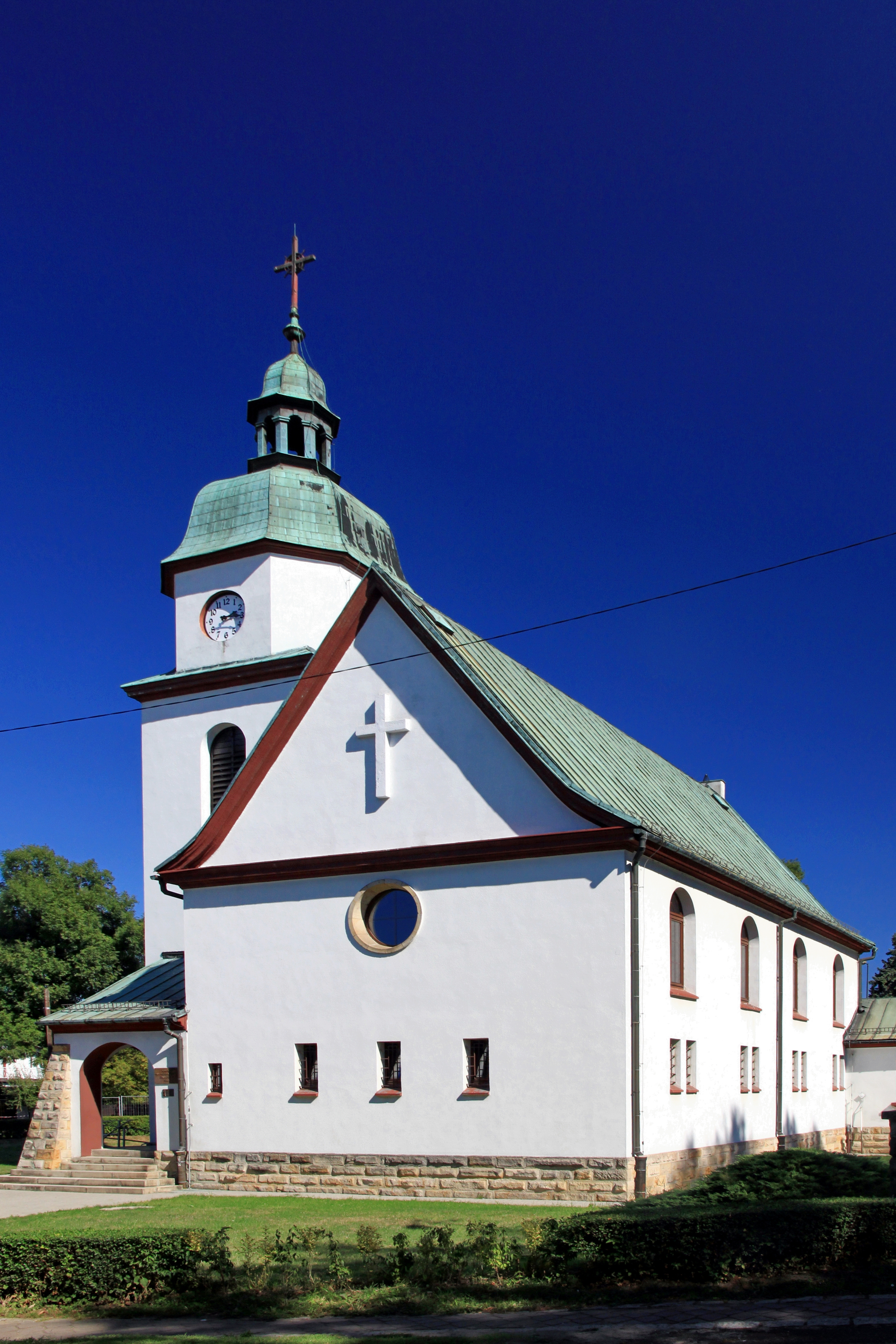
Kościół ewangelicko-augsburski Zbawiciela

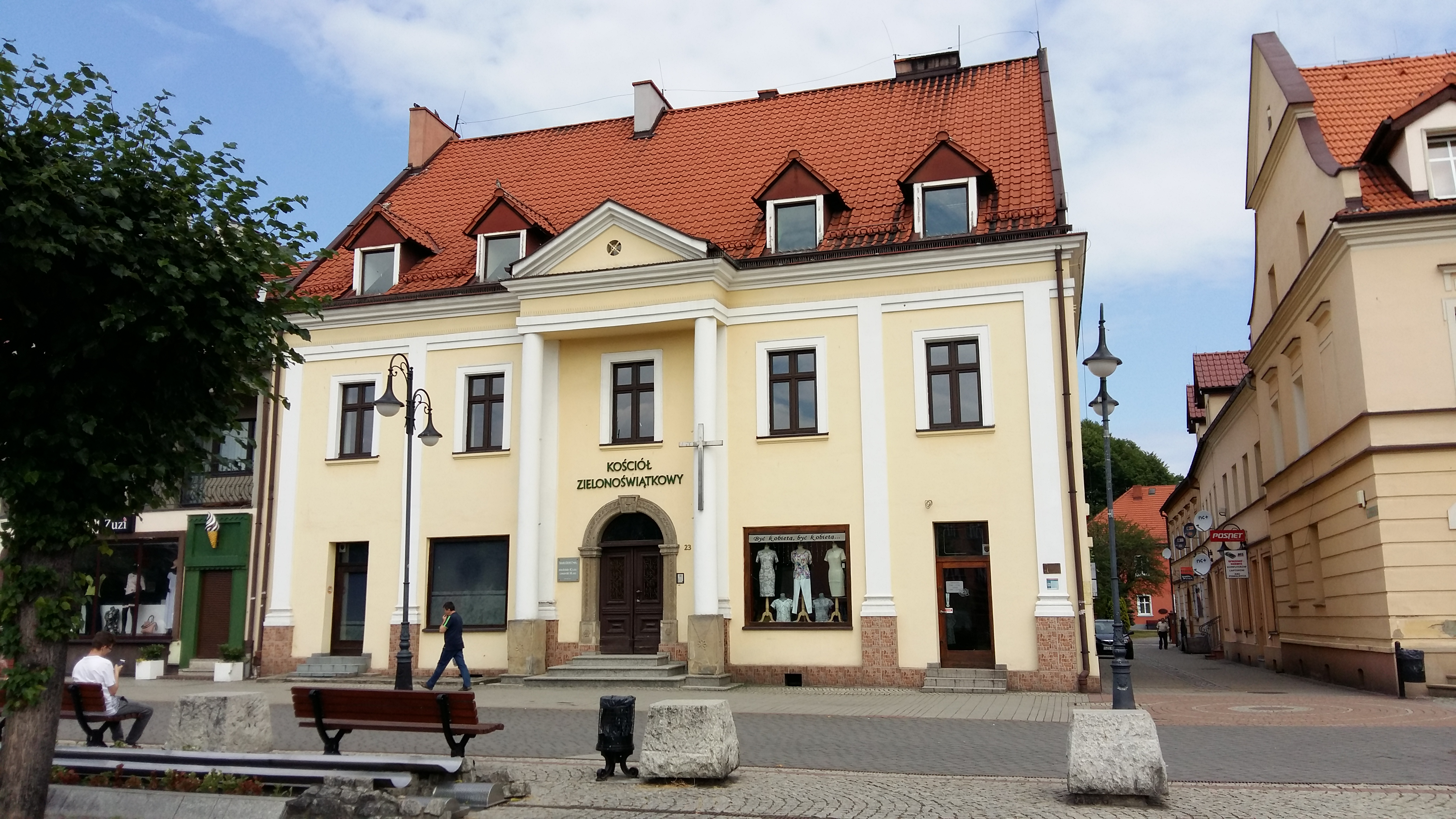
Kościół Zielonoświątkowy

Na terenie Żor działalność religijną prowadzą następujące związki wyznaniowe:
- Chrześcijańska Wspólnota Ewangeliczna:
  - zbór w Żorach[61]
- Chrześcijańska Wspólnota Zielonoświątkowa:
  - zbór w Żorach[62]
- Ewangeliczny Kościół Chrześcijański:
  - parafia w Żorach[63]
- Kościół Adwentystów Dnia Siódmego w RP:
  - zbór w Żorach (dzielnica: Osiny)[64]
- Kościół Chrześcijan Dnia Sobotniego:
  - zbór w Żorach[65]
- Kościół Ewangelicko-Augsburski w RP:
  - parafia Zbawiciela[66]
- Kościół rzymskokatolicki (dekanat Żory):
  - parafia Świętych Apostołów Filipa i Jakuba[67]
  - parafia św. Stanisława Biskupa i Męczennika[67]
  - parafia Miłosierdzia Bożego[67]
  - parafia św. Brata Alberta na Kleszczówce[67]
  - parafia św. Jadwigi Śląskiej w Baranowicach[67]
  - parafia Matki Bożej Częstochowskiej w Kleszczowie[67]
  - parafia św. Józefa Robotnika w Osinach[67]
  - parafia NMP Matki Kościoła w Rogoźnej[67]
  - parafia Niepokalanego Serca NMP w Rowniu[67]
  - parafia Podwyższenia Krzyża Świętego w Roju[67]
- Kościół Nowoapostolski:
  - zbór w Żorach[68]
- Kościół Pentakostalny w RP:
  - zbór „Horeb”[69][70][71]
- Kościół Wolnych Chrześcijan:
  - zbór w Żorach[72] (Chrześcijańska Wspólnota Żory[73])
- Kościół Zielonoświątkowy:
  - zbór „Elim”[74]
- Świadkowie Jehowy (Sala Królestwa ul. Hańcówka 41)[75][76]:
  - zbór Żory-Centrum[75]
  - zbór Żory-Hańcówka[75]
  - zbór Żory-Osińska[75]

## Miasta partnerskie
Aktualnie (2023 r.) miastami partnerskimi Żor są:
- Kamp-Lintfort (Niemcy)
- Mezőkövesd (Węgry)
- Montceau-les-Mines (Francja)
- Pasvalys (Pozwoł) (Litwa)
- Tetyjów (Ukraina)

## Sąsiednie gminy
Czerwionka-Leszczyny, Jastrzębie-Zdrój, Orzesze, Pawłowice, Rybnik, Suszec, Świerklany